# 西日本旅客鉄道
西日本旅客鉄道株式会社（にしにほんりょかくてつどう、英: West Japan Railway Company）は西日本を中心として旅客鉄道等を運営する日本の鉄道事業者。JRグループの旅客鉄道会社の一つ。通称はJR西日本（ジェイアールにしにほん）、英語略称はJR West。コーポレートカラーは青色。本社は大阪府大阪市北区。東京証券取引所プライム市場の上場企業。日経平均株価およびTOPIX Large70の構成銘柄の一つ。
1987年4月1日に、国鉄分割民営化に伴い日本国有鉄道（国鉄）から大阪・天王寺・福知山・岡山・米子・広島・金沢の各鉄道管理局 と新幹線総局（山陽新幹線）・九州総局（新幹線部門）が管理していた鉄道事業および船舶事業を引き継いで発足した。
近畿圏をはじめ、北陸・中国地方・九州北部など2府16県 に鉄道路線網を持つ。災害対策基本法における指定公共機関である。
他のJRグループ各社や大手私鉄同様に、非鉄道事業として小売業や不動産開発、ホテル事業、建設工事業などもグループ会社を含めて展開している。非鉄道事業では、瀬戸内海でフェリーや旅客船を運航しているほか、鉄道営業エリア外の首都圏や中京圏 などへも進出している。
なお、福岡県を地盤とする大手私鉄の西日本鉄道（西鉄）とは関連がない。

## 概況

### 営業概要
鉄道の営業エリアは山陽新幹線の新大阪駅 - 博多駅間全線、北陸新幹線の上越妙高駅 - 敦賀駅間および、近畿圏・北陸・中国地方の大部分と信越地方・福岡県の一部の在来線であり、総営業キロ数は4,897.5 km、駅数は1,150駅、社員数22,715人（JR西日本単体） と日本の鉄道事業者では、それぞれ東日本旅客鉄道（JR東日本）に次いで多い。連結売上のうち鉄道などの運輸部門は約5割を占め、残りは流通業や不動産業などの非鉄道部門である。

### 経営環境と経営戦略
JR西日本は自社の鉄道路線網を新幹線、近畿圏の在来線（アーバンネットワーク）、北陸や中国地方など近畿圏以外の在来線の3つに大別している。新幹線と近畿圏の在来線で、運輸収入の約9割を占める。
近畿圏のうち、日本の三大都市圏の一つに位置づけられる京阪神地区（関西エリア）の輸送では、「私鉄王国」と称されるように阪急電鉄・阪神電気鉄道（阪神電鉄）・近畿日本鉄道（近鉄）・南海電気鉄道（南海電鉄）・京阪電気鉄道（京阪電鉄）・山陽電気鉄道（山陽電鉄）など多くの私鉄が存在し、JR西日本はこれら関西私鉄各社と競合関係にある。一方で、利用距離や目的地によって棲み分けがなされ、振替輸送やフリーきっぷなどの発売、私鉄各社でのICOCA・ICOCA定期券の発売などにおいては協調関係にある。山陽新幹線における都市間輸送では航空機と競合関係にある。山手線を中心とする首都圏の在来線ネットワークを持つJR東日本や、ドル箱路線である東海道新幹線を擁する東海旅客鉄道（JR東海）と比較すると、京阪神地区は強力な私鉄路線が並行し、山陽新幹線に関しては東海道新幹線の半分ほどの需要しかなく、さらに中国・北陸地方には在来線に多数の赤字ローカル線を抱えていることから、JR本州3社の中では経営基盤は比較的弱いとされている。ただし北海道旅客鉄道（JR北海道）・四国旅客鉄道（JR四国）・九州旅客鉄道（JR九州）のいわゆる「三島会社」と比較すると売上規模も大きく、経営は安定している。
JR西日本では発足直後から、大阪駅を中心とする近畿圏（関西エリア）の近郊路線を「アーバンネットワーク」と称して運行系統ごとに路線愛称の設定、221系電車などのJR発足当時最新型の近郊車両の導入、東海道・山陽本線（琵琶湖線・JR京都線・JR神戸線）の複々線を最大限に利用した在来線列車の増発やスピードアップ、特にJR西日本の看板列車である新快速の運行本数・区間の拡大などに取り組み、沿線人口の多い関西エリアに重点的に投資を行うことで収益力を強化してきた。また 京都・大阪・神戸の三都市の観光ピーアールである「三都物語」キャンペーンを実施し、沿線ブランドの形成を図ってきた。
現状では、利用状況と収益性の観点から山陽新幹線や北陸新幹線（北陸新幹線前は北陸本線の特急）および近畿地区（アーバンネットワーク）を中心に設備投資しており、近畿圏の路線と地方路線ではかなり差別化されている（「車両」の節を参照）。広島地区（広島シティネットワーク）では2015年に山陽本線などに227系電車が投入されるまで、1987年のJR発足から約30年間新車が投入されなかった。岡山地区では、2023年7月より約30年ぶりに新型車両の227系500番台が投入されたもののまだ4編成程度で、113系や115系1000番台、キハ40系などの国鉄時代から車両が大量に運用されている。また、近畿地区であっても国鉄時代からのドル箱路線であり、さらに直接の競合路線が存在しないことから特段の差別化を必要としなかった大阪環状線に関しては、2013年に「大阪環状線改造プロジェクト」が開始されるまで、新車導入や駅への設備投資が私鉄各線との競争が激しかったJR神戸線やJR京都線などと比べるとかなり遅れることとなった。
2008年から2012年にかけての中期経営計画 においては、「持続的発展に向けた事業戦略の推進」として「山陽新幹線の輸送サービス」と「京阪神エリアにおける線区価値の向上」を重点分野として明確に打ち出す一方、10年から15年後を見据えた「長期的視点からの経営構想の構築」におけるローカル線にかかる取り組みとして「ローカル線の設備、システムのダウンサイジング」や「〈バス、デュアル・モード・ビークル (DMV) 等への輸送モードの転換も含めた〉地域にとって最適な形の輸送サービスの提供」を経営の方向性として打ち出している。
2020年8月24日には、北陸地区にある140駅のうち無人駅を2030年度にかけて114へ増やす計画を発表した。赤字ローカル線への対応策は2010年4月5日の定例会見で、当時の社長の佐々木隆之が「大変重要な経営問題」との見解を示しており、同時に「赤字ローカル線の一部を廃止し、バスに転換する方向で検討」と発表している。2018年4月1日には広島県から島根県をかけて走る三江線 (108.1 km) が廃止となった。JR発足後、路線距離が100 kmを超える鉄道路線の全線廃止は本州では初の事例である。また、2022年4月11日にJR西日本はローカル線の線区別収支を公表し、「地域のまちづくりや線区の特性・移動ニーズをふまえて、鉄道の上下分離等を含めた地域旅客運送サービスの確保に関する議論や検討を幅広く行いたい」としている。
昨今の労働力人口の減少からJR西日本は保線要員の不足という課題を抱えており、1日あたりの作業時間を増やして休日を確保しやすくするため、2021年春のダイヤ改正で大阪環状線など近畿圏で終電発着時刻を繰り上げ、列車運行本数を約50本削減した。
バスについては、ソフトバンクグループなどと連携して、自動運転BRTの開発に取り組む計画を表明している。
他のJR各社や大手私鉄と同様に、グループ内に多くの非鉄道事業を抱えている。主力である鉄道や同じ旅客輸送であるバス・船舶などの交通事業に加えて、大阪駅の大阪ステーションシティを始めとするターミナル駅での駅ビルを含む複合商業施設・ショッピングセンター (SC) やオフィスビルの開発・運営、関西や首都圏でのマンションなどの不動産開発、ホテル業、三越伊勢丹と共同でジェイアール西日本伊勢丹を設立して京都駅のジェイアール京都伊勢丹などで展開している百貨店事業や物販・飲食業などの小売業、他にもベンチャーキャピタルなどを営む多くのグループ企業を擁しており、経営指針として鉄道事業を基幹に非鉄道事業の強化・グループ内売上割合の増加を目指している。また、地方路線の沿線地域振興・魅力発信による交流人口・関係人口の拡大を目指し、魚介類の養殖や販売などの第一次産業にも参入している。
また、新型コロナウイルスの感染拡大の影響を受け、テレワークやワーケーションなどによる地方への移住に着目し、東京都に本社を置く不動産ベンチャー企業の「アドレス」と長崎市に本社を置く不動産ベンチャー企業「Kabuk Style」と提携し、移動手段となる同社エリアの新幹線利用を含む乗車券や駅レンタカーの利用料金をセットにした定住サブスクリプションサービス「JR西日本×住まいサブスク」サービスの実証実験を開始している。また、湖西線沿線の滋賀県高島市、山陰本線（嵯峨野線）沿線の京都府南丹市、福知山線（JR宝塚線）沿線の兵庫県丹波篠山市の3自治体と連携し、自治体からの支援金や特急列車に一定回数まで定額で乗車できるなどのサービスを組み合わせた「「JR西日本×沿線自治体」共同プロジェクト おためし地方暮らし」を実施している。

### 鉄道運行面

#### 広域輸送
都市間広域輸送は主に山陽新幹線と北陸新幹線が担っており、在来線特急列車と京阪神地区での新快速ないし各種快速列車がそれを補完するような形態となっている。

##### 山陽新幹線
山陽新幹線では「のぞみ」「ひかり」「こだま」が新大阪駅、新神戸駅、岡山駅、広島駅、小倉駅、博多駅の各都市間の輸送を担っており、「のぞみ」を中心に東海道新幹線への直通運転も行っている。また、一部の列車は在来線である博多南線へ乗り入れている。
加えて、新大阪駅と九州新幹線の鹿児島中央駅との間で直通運転も行っている。列車の種類が東海道新幹線と比べて多く、速達タイプの「のぞみ」「みずほ」、準速達タイプの「ひかり」「さくら」、各駅停車の「こだま」が運行されている。
東海道新幹線や九州新幹線と直通運転を行う列車については、それぞれ主に新大阪駅、博多駅で乗務員（運転士と車掌）の交代を行う。
リニア中央新幹線の大阪開業を見据え、九州方面との直通列車増発に向けた対策として線路容量に余裕のない新大阪駅に地下ホームを追加し、ここに北陸新幹線も乗り入れて直通運転する計画案が検討されている。

##### 北陸新幹線
東京駅 - 敦賀駅間を結ぶ北陸新幹線のうち、上越妙高駅 - 敦賀駅間がJR西日本の管轄区間となっている。北陸新幹線では、速達タイプの「かがやき」、準速達タイプの「はくたか」、富山駅 - 敦賀駅間の区間列車である「つるぎ」が運行されている。なお、JR西日本の乗務員（運転士と車掌）は、富山駅 - 長野駅間無停車列車が存在する都合上、JR東日本の管轄区間である長野駅まで越境乗務している。

##### 在来線特急列車
大阪駅・新大阪駅・京都駅を拠点とした都市間輸送を行っている。大阪駅 - 敦賀駅間では北陸新幹線と接続する特急「サンダーバード」を運行している。北近畿方面には、新大阪駅からは特急「こうのとり」「はまかぜ」、京都駅からは特急「はしだて」「まいづる」「きのさき」を運行している。京都駅発着の関西空港・南紀方面の特急「はるか」「くろしお」については、新大阪駅から梅田貨物線および大阪駅（うめきたエリア）地下ホームを経由し、大阪環状線に入って天王寺駅方面へ直通する。
京阪神や山陽地方と山陰地方を結ぶ陰陽連絡列車として、大阪駅発着の特急「はまかぜ」に加え、智頭急行線を経由する京都駅・大阪駅発着の特急「スーパーはくと」、岡山駅発着の「スーパーいなば」、伯備線を経由する岡山駅発着の特急「やくも」、山口線を経由する新山口駅発着の特急「スーパーおき」を運行している。山陰本線内の列車としては鳥取駅 - 米子駅・益田駅間に特急「スーパーまつかぜ」を運行している。
JR他社間では、JR東海エリアとの列車として、敦賀駅 - 名古屋駅間に特急「しらさぎ」、大阪駅 - 高山駅間に特急「ひだ」、紀伊勝浦駅 - 名古屋駅間に特急「南紀」、JR四国エリアとの列車として、岡山駅 - 松山駅間に特急「しおかぜ」、岡山駅 - 高知駅間に特急「南風」、岡山駅 - 徳島駅間に特急「うずしお」、夜行列車としてはJR東日本エリアからJR東海エリア、自社エリアを経由してJR四国エリアを結ぶ、東京駅 - 高松駅間の寝台特急「サンライズ瀬戸」、JR東日本からJR東海エリアを経て自社エリアの山陰地方を結ぶ東京駅 - 出雲市駅間の寝台特急「サンライズ出雲」がそれぞれ運行されている。

#### 地域輸送
JR西日本の発足後、京阪神エリア（アーバンネットワーク）を中心にした体系に改められており、普通列車もそれに準じて運行されている。
京阪神地区の東海道・山陽本線では草津駅 - 西明石駅間の複々線を最大限に利用して新快速、快速、普通列車が増発・運行されている。新快速については網干駅や播州赤穂駅発着の列車は姫路駅までが各駅停車、快速についても複々線の西明石駅 - 京都駅（朝ラッシュ時以外は西明石駅 - 高槻駅）間を除いた区間が各駅停車となり、これらの各駅停車区間は普通列車として運行されている。また、天王寺駅からの関西国際空港アクセス列車として「関空快速」、都市間輸送においての快速では、奈良方面発着は「大和路快速」、和歌山方面発着列車は「紀州路快速」が運行されており、さらに福知山線の快速列車として「丹波路快速」が、奈良線の快速列車として「みやこ路快速」が運行されている。
京阪神地区以外では、広島市、岡山市、松江市、米子市、下関市といった主要都市近郊区間で普通列車を中心に運行している。

### 主な事故や災害、不祥事

#### 重大死傷事故
- 1991年（平成3年）5月14日 - 信楽高原鐵道列車衝突事故（42名死亡）
- 2002年（平成14年）11月6日 - 東海道線救急隊員死傷事故（1名死亡）
- 2005年（平成17年）4月25日 - JR福知山線脱線事故（107名死亡）
- 2006年（平成18年）1月24日 - 伯備線保線作業員死傷事故（3名死亡）

#### 阪神・淡路大震災の被害
1995年1月17日に発生した阪神・淡路大震災では大きな被害を受けた。
在来線では本線上で列車が8本脱線したほか、東海道本線（JR神戸線）六甲道駅を中心に高架橋や柱に大きな被害を受け、新長田駅付近の盛土が崩壊して駅設備が壊滅した。新幹線では、始発列車の前に地震が発生したため脱線などの被害はなかったが、橋脚が大きく損壊したり、高架橋が崩落したりするなど大きな被害を受けた。
在来線は同年4月1日に、山陽新幹線は同年4月8日に全線復旧した。

#### 東日本大震災の影響
2011年3月11日に発生した東北地方太平洋沖地震（東日本大震災）によって車両部品の調達にめどが立たず、列車の運転に影響が出た。電車の電動機（モーター）に使用している車両部品を製造するメーカーが被災して製造の見通しが立たず、最終加工工場も福島第一原子力発電所の避難区域内に位置しているため操業することができない事態が生じた。部品の調達ができず、使用できない車両が早くても2011年4月下旬に発生する恐れがあることから、2011年4月から間引き運転を実施すると発表した。
2011年4月2日から特急列車への増結中止および臨時列車の運転も取り止められ、金沢・和歌山・福知山・岡山・広島エリアでは普通列車の運転が一部取り止められた。その後、部品調達の見通しが立ったことから4月8日から通常ダイヤに戻し、京阪神地区での間引き運転は見送られることになった。

#### 労働災害
2013年8月、尼崎労働基準監督署は、最長で月254時間残業し、2012年10月に過労自殺した社員の男性について労災を認定した。なお、2013年10月に遺族がJR西日本に対し1億9千万円の損害賠償を求め、大阪地方裁判所に提訴し、約1億円の支払いが命じられた。

#### 新幹線の台車亀裂問題
2017年12月11日、山陽新幹線と東海道新幹線を直通運行していたJR西日本所有車両による「のぞみ34号」の台車に亀裂が生じていることが名古屋駅で発見されるという重大インシデントが発生した。その後の一年間でJR西日本が実施・表明した安全向上策として、新幹線の安全運行を担う「走行管理班」を復活させ、保守・検査部門を拡充した。さらに振動などから異常を検知する装置の新幹線車両への取り付けを進めるとした。

#### 平成30年7月豪雨の影響
2018年7月5日から8日にかけての平成30年7月豪雨により、中国地方を中心に多くの路線が被災した。最後まで復旧工事が行われていた芸備線の中三田駅 - 狩留家駅間が2019年10月23日に運転を再開し、被災路線全てが復旧した。

#### 2023年1月の大雪での対応
2023年1月24日-25日、大雪のため、琵琶湖線・JR京都線山科駅 - 高槻駅間で21か所にポイントの故障が発生し、同区間で新快速など列車15本が立ち往生。混雑した車内で一夜を過ごす事態となり、体調不良を訴えた乗客16人が救急搬送された。ポイント故障が多発した要因として、同社が提携していた気象会社のデータに基づき京都エリアの降雪量を「6時間で8センチ」と予測。融雪器を点火させる同社近畿統括本部基準の10センチに満たないために稼働させなかった。この結果、予想を上回る積雪量と気温の低下で降雪量の見積もりを誤る形となり、ポイントの凍結による故障が続発し「列車の駅間停車」（立ち往生）の続出に繋がる形となった。西大路駅に停車していた特急「サンダーバード」の車内では、係員の対応について、「ただいま降りていただく際には、恐れ入りますが自己責任でのご案内となります。JRによるホテルの案内はございません。お客様ご自身でこの後の行動をされる場合は降車のご案内があります」という案内に杜撰な対応だと不満をあらわにする乗客もいた。そのほか、山陽本線上郡駅の東約200メートルで停止していた列車の車掌が直接119番通報をし、乗客の避難誘導を行った。
JR西日本の後日の調査・検証では、当日は近畿総合指令所に輸送対策室は設置されていたものの、前出の気象予測のみに依存した事で災害対応に当たる「対策本部」の設置が必要ないと同社が当初判断していたことも判明しており、対策本部は「列車の駅間停車」が発生し始めた24日の22時25分にようやく設置される有様であり、指揮系統の混乱の一因となった。また、最終的な乗客の降車対応が完了したのは、翌25日明け方の5時30分（京都駅 - 山科駅間で立ち往生した上り普通1820M列車）となっており、車掌が運転再開見込みを案内できずお詫びと車内待機をお願いする放送を繰り返し、乗客に適切な対応を取れなかった件に関しては、指揮系統下にある管理職が個別対応に追われ、輸送対策室が対応能力を超える状況に至り、適切に情報の集約整理及び発信が行われなかったことが要因とされた。加えて多くの自治体からの支援があったものの、JR西側から自治体に支援を要請する余裕がなかった。乗客を車内に留めた要因としては「夜間と降積雪で足元が悪いこともあり」避難路となる階段の凍結などでリスクが大きいと判断したことにあった。
同年2月17日、JR西日本は国土交通省近畿運輸局に再発防止策をまとめた報告書を提出した。車内に長時間乗客が残され降車が遅れた件に関しては「事態の解消に時間を要すると認識せず、乗客が車内で待つリスクの見積もりが甘かった」と総括した。再発防止策として装置の稼働基準を「（気温が）0度以下かつ降雪が見込まれる場合」と修正。装置も遠隔操作が可能で、手動式に比べて迅速に対応できる「電気式」に更新する。駅間で立ち往生が起きた際は60分以内に降車の要否を判断することも盛り込んだ。今回の事態の引責として同日、長谷川一明社長ら幹部3人が役員報酬の5割を1カ月自主返上する こと、同年3月1日付で近畿統括本部近畿総合指令所長が近畿統括本部付に異動（事実上の更迭）することを発表した。
今回の事態を受けて斉藤鉄夫国土交通大臣は2月17日付で、全国の鉄道事業者に再発防止に向けた対応を徹底するよう通達を出したと明らかにした。気象庁が「10年に1度」などの注意を呼びかける予報を出した場合、前倒しで対策本部を設置し、長時間の停車で車内環境が悪化する恐れがある場合には、一定時間を目安に希望者の降車を誘導することを求めた。宿泊施設を用意する自治体などとの協力強化、訓練実施も盛り込んだ。
なお、JR西日本は2025年6月5日に対応を検証する会議の場で、当時の役員による社員へのパワハラがあったと認定し、処分したと明らかにした。この役員はすでに退任し、グループ会社で勤務しているという。

#### 盗撮行為による逮捕
2023年11月22日、特急はるかのトイレにカメラを設置したとして、車掌の男性を性的姿態撮影処罰法違反の疑いで逮捕、送検された。10月中旬に、大阪府内の同社施設の職員用トイレに同様のカメラが設置されているのを発見した職員が大阪府警に通報し、発覚した。

## 事業所
名称・所在地は公式サイトによる。

### 本社
| 名称       | 所在地                                                                                               |
| ---------- | --- |
| 本社       | 大阪府大阪市北区芝田二丁目4-24 JR西日本本社ビル （最寄駅：大阪駅、阪急中津駅、地下鉄御堂筋線中津駅） |
| 東京本部   | 東京都千代田区丸の内三丁目4-1 新国際ビルヂング9F（最寄駅：有楽町駅、東京駅）                         |
| 新幹線本部 | 大阪府大阪市淀川区西中島5丁目4-20 中央ビル2階 （最寄駅：新大阪駅）                                   |

2006年6月22日まで山陽新幹線は並行する在来線と同じ支社に属していたが、同年6月23日付で広島新幹線運転所の検修部門と岡山新幹線運転所を、博多総合車両所所属とする組織変更が実施された。
2007年7月1日付で、新幹線の現業機関を統括する組織として新幹線管理本部を新設した。これまで各支社に分散していた車両管理や施設保守など駅業務を除く新幹線関係の業務を一元管理するとともに、新幹線固有の技術力の維持向上を図るのが狙い。これに伴い、福岡支社は同管理本部の地方機関と位置付けられ、山陽新幹線小倉駅および博多駅の運転や設備管理、サービスなど駅業務全般を行うほか、九州エリアにおける同社の対外的な窓口としての機能も担う。
さらに2018年6月1日付で、本社鉄道本部の各部署の新幹線部門を統合した上で新幹線管理本部を組み込み、本社鉄道本部の内部組織である新幹線鉄道事業本部へと改組した。
2022年10月に、新型コロナウィルス感染症流行による収支悪化に伴うコスト構造改革の取り組みとして、本社・支社の再編が行われた。具体的には、新幹線鉄道事業本部は本社鉄道本部下の新幹線本部と地方組織の山陽新幹線統括本部に分け、近畿エリアの和歌山支社、福知山支社を近畿統括本部に、中国エリアの広島支社、岡山支社、米子支社を中国統括本部にそれぞれ統合した。近畿統括本部、中国統括本部のいずれとも、支社内全ての部門を統合するのではなく、人事や総務といった部門を統合し、他は支社内に残した。
一方、瀬戸内市が「統合によって地域の声が届きにくくなる恐れもある。どんな影響が出てくるのか注視したい」と表明するなど沿線自治体からは、中国統括本部への統合による懸念の声が出ている。

### 近畿統括本部
| 名称         | 名称                                                                      | 所在地                                                         |
| ------------ | ------------------------------------------------------------------------- | -------------------------------------------------------------- |
| 近畿統括本部 | 近畿統括本部                                                              | 大阪府大阪市淀川区宮原4-3-39 新大阪NKビル （最寄駅：新大阪駅） |
|              | 京滋支社                                                                  | 京都府京都市南区西九条北ノ内町5-5 （最寄駅：京都駅）           |
| 阪奈支社     | 大阪府大阪市阿倍野区松崎町一丁目2-12 （最寄駅：天王寺駅・大阪阿部野橋駅） |                                                                |
| 兵庫支社     | 兵庫県神戸市中央区加納町四丁目4-17 （最寄駅：三ノ宮駅）                   |                                                                |
| 和歌山支社   | 和歌山県和歌山市吉田94-1（最寄駅：和歌山駅）                              |                                                                |
| 福知山管理部 | 京都府福知山市駅前町415（最寄駅：福知山駅）                               |                                                                |

京都・大阪・神戸の3つの支社が2010年12月に統合されて発足。2022年10月に和歌山・福知山支社も統合し、和歌山以外の各支社の名称変更。

### 中国統括本部
| 名称         | 名称                                              | 所在地                                            |
| ------------ | ------------------------------------------------- | ------------------------------------------------- |
| 中国統括本部 | 中国統括本部                                      | 広島県広島市東区上大須賀町15-20（最寄駅：広島駅） |
|              | 岡山支社                                          | 岡山県岡山市北区駅前町二丁目1-7（最寄駅：岡山駅） |
| 山陰支社     | 鳥取県米子市弥生町2（最寄駅：米子駅）             |                                                   |
| 広島支社     | 広島県広島市東区上大須賀町15-20（最寄駅：広島駅） |                                                   |

岡山・米子・広島の3つの支社が2022年10月に統合されて発足。

### 山陽新幹線統括本部
| 名称               | 名称               | 所在地                                                                |
| ------------------ | ------------------ | --------------------------------------------------------------------- |
| 山陽新幹線統括本部 | 山陽新幹線統括本部 | 新幹線本部と同じ。                                                    |
|                    | 福岡支社           | 福岡県福岡市博多区博多駅中央街1-1 新幹線博多ビル6階（最寄駅：博多駅） |

山陽新幹線統括本部は2022年10月設置。

### その他の支社・支店
| 名称     | 所在地                                                            |
| -------- | ----------------------------------------------------------------- |
| 金沢支社 | 石川県金沢市広岡三丁目3-77 JR金沢駅西第一NKビル（最寄駅：金沢駅） |

### 建設工事機関
- 大阪工事事務所
  - 総務企画課
  - 施設技術課
  - 建築技術課
  - 建設用地協議課
  - 安全推進室
  - 大阪工事所
  - うめきた工事所
  - なにわ筋線工事所
  - 京都工事所
  - 金沢工事所
  - 岡山工事所
  - 広島工事所
  - 京都建築工事所
  - 神戸建築工事所
- 大阪電気工事事務所
  - 総務企画課
  - 工事課
  - 運行管理システム開発室
  - 大阪信号工事所
  - 大阪通信工事所
  - 大阪電力工事所
  - 京都電気工事所
  - 広島電気工事所
  - 岡山新幹線電気工事所
  - 広島新幹線電気工事所

### 研修施設
- 社員研修センター
  - 所在地：大阪府吹田市片山町二丁目12-1
- 実設訓練センター
- 乗務員訓練センター
  - 神戸乗務員訓練センター（兵庫県・兵庫駅）
  - 新下関乗務員訓練センター（山口県・新下関駅）

### 付属医療機関
- 大阪鉄道病院
  - 所在地：大阪府大阪市阿倍野区松崎町一丁目2-22
- 大阪保健管理部
- JR広島病院
  - 所在地：広島県広島市東区二葉の里三丁目1-36
- 金沢健康増進センター
- 和歌山健康増進センター
- 福知山健康増進センター
- 岡山健康増進センター
- 米子健康増進センター

### 展示施設
- 京都鉄道博物館
  - 所在地：京都府京都市下京区観喜寺町
  - 梅小路蒸気機関車館を拡張する形で2016年4月29日に開館。2014年4月6日に閉館した交通科学博物館から移された収蔵物も展示。

### 安全研究所
JR福知山線脱線事故を教訓に設立した同社の研究機関で、大阪支社庁舎内に研究所がある。ヒューマンファクターの視点を中心に、社内での様々な事故やトラブルの背景要因を分析し、安全の確保を一層の強化を図る目的により、2006年6月23日に設立した。人的ミスの要因や人間の心理に迫る「ヒューマンファクター研究室」、安全対策への評価手法や安全管理体制を研究する「安全マネジメント研究室」、ハードウエア面での改善を研究する「保安システム研究室」を開設し、大学や鉄道総合技術研究所（鉄道総研）など社外の研究機関、同業他社との連携により研究を行っている。
その研究成果は社外からも注目されており、社内用の教材の冊子が他社でも採用されたほか、マスコミでも度々取り上げられている。

### 駅業務
駅業務は、他のJR各社と同様に直営駅（管理駅・被管理駅）と小規模駅を中心に業務委託・簡易委託とに分かれており、JR西日本では、業務委託駅と一部の簡易委託駅は子会社の株式会社JR西日本交通サービスや株式会社JR西日本中国交通サービス（宮島口駅のフェリー乗り場と宮島駅はJR西日本中国メンテック）に委託されている。また、地方自治体を通じて旧国鉄職員などに簡易委託されている駅もある。この場合、京阪神エリアと地方の一部の小規模駅にもマルス端末が設置され、直営駅同様にきっぷが購入できるようになっているが、払戻しやJR西日本インターネット予約「e5489」やJR東海・西日本エクスプレス予約のきっぷの受け取りに制限がある駅もある。これとは別に地方の小規模駅を中心にマルス端末が未設置の駅もあり、指定席を伴うきっぷについては、大阪指定席計画（指定席管理箇所）から中継発券を行い料金補充券にて手書き発券を行っている。また、今後、団塊世代の大量退職が懸念されることから、直営駅を中心にみどりの窓口営業時間の短縮、一部の駅では昼間時間帯を中心に窓口を一時休止または廃止し、代替処置として一時休止駅を中心に指定席券売機「みどりの券売機」の設置、みどりの窓口廃止駅には「みどりの券売機プラス」や「みどりの券売機」を導入して人件費を抑制している。

### その他
かつては、事業地域外の東京都内や愛知県名古屋市内のオフィスビルなどにも自社の営業窓口「TiS」が存在したが、グループの旅行会社である日本旅行に移管された。

## 本社組織
2024年10月1日現在
- 福知山線列車事故ご被害者対応本部
- 監査部
- ガバナンス推進本部
  - 倫理相談室
  - 法務部
  - 総務・秘書部
- 経営戦略本部
  - 経営戦略部
    - 環境経営室

  - 財務部
  - 人材戦略部
    - ダイバーシティ推進室
    - 社員研修センター
    - 大阪鉄道病院
    - 健康推進センター

  - コーポレートコミュニケーション部
    - 鉄道文化推進室
- マーケティング本部
  - 鉄道マーケティング部
    - 東京営業部
    - 北陸営業部
    - 近畿営業部
      - 和歌山営業部
      - 北近畿営業部

    - 岡山営業部
    - 山陰営業部
    - 広島営業部
    - 九州営業部
- 地域まちづくり本部
  - 万博プロジェクト推進室
  - 地域共生部
- デジタルソリューション本部
  - DX人財開発室
  - WESTER-X事業部
  - システムマネジメント部
    - 情報セキュリティ室

  - ビジネスデザイン部
    - JCLaaS事業部
- 東京本部
- 鉄道本部
  - 安全推進部
    - 安全基準室
    - 安全マネジメント室
    - 鉄道安全考動館

  - CS推進部
    - CS推進室
      - 瑞風事業ユニット
      - JR西日本お客様センター

  - イノベーション本部
    - 技術戦略室
    - 鉄道DX部
      - 鉄道DX技術センター
      - 鉄道DX開発室

    - 保安システム室
    - GX戦略室
    - データソリューション室
    - 国際事業室
    - 鉄道ソリューション営業企画室

  - 駅業務部
  - 運輸部
    - 企画戦略課
    - 運輸オペレーションマネジメント課
    - フォアフロント養成課
      - 動力車操縦者養成所
      - 列車乗務員養成所
      - 指令員養成所

    - 運輸設備マネジメント課
    - 輸送戦略課
    - 鉄道システム変革課

  - 車両部
    - 車両設計室

  - 施設部
    - 施設技術室

  - 電気部
    - 電気技術室

  - 安全研究所
  - 構造技術室
  - 新幹線本部
    - 新幹線安全推進部
    - 新幹線企画部
    - 新幹線運輸部
    - 新幹線車両部
    - 新幹線施設部
    - 新幹線電気部
    - 北陸新幹線部

## 歴史

### 1980年代
- 1987年（昭和62年）
  - 4月1日：国鉄が分割民営化され、西日本旅客鉄道発足[59]。初代会長に村井勉、社長に角田達郎が就任。
  - 7月1日：国内旅行業が開始[59]。
  - 7月13日：信楽線が廃止（信楽高原鐵道に転換）。
  - 7月25日：岩日線が廃止（錦川鉄道に転換）。
  - 10月1日：和歌山支店（現在の和歌山支社）・福知山支店（現在の福知山管理部）が発足。
  - 10月14日：若桜線が廃止（若桜鉄道に転換）。
- 1988年（昭和63年）
  - 3月13日：山陽新幹線で「ウエストひかり」が運転開始。関西本線加茂駅 - 木津駅間が電化。京阪神地区で路線愛称が使用開始。
  - 3月25日：能登線が廃止（のと鉄道に転換）。
  - 4月1日：バス部門を分社化し、西日本ジェイアールバス、JRバス中国が発足[60]。
  - 4月10日：本四備讃線（瀬戸大橋線）が全線開通[59]。快速「マリンライナー」が運転開始。
  - 10月1日：福岡支社が発足[60]。
- 1989年（平成元年）
  - 3月：「アーバンネットワーク」の呼称が使用開始。
  - 3月11日：100系新幹線「グランドひかり」[59]、221系電車が運転開始。片町線木津駅 - 長尾駅間が電化[60]。日本の鉄道事業者で初めて本格的な前照灯の常時点灯が実施される。
  - 7月21日：寝台特急「トワイライトエクスプレス」が運転開始[61]。
  - 12月6日：「三都物語」キャンペーン開始。

### 1990年代
- 1990年（平成2年）
  - 3月10日：山陰本線 京都駅 - 園部駅間が電化[59]（嵯峨嵐山駅 - 亀岡駅間で線路付け替え、旧線は廃止）。
  - 4月1日：大社線・鍛冶屋線・宮津線が廃止[61]。宮津線は北近畿タンゴ鉄道に転換[61]。博多南線が開業[61]。
  - 6月1日：ローカル線の経営効率化と活性化を目的とした「鉄道部」制度が発足し、第一次鉄道部として10鉄道部が設置される[59]。
- 1991年（平成3年）
  - 4月1日：第二次鉄道部（14鉄道部）が発足[59]。
  - 4月27日：嵯峨野観光鉄道が営業開始[59]（線路付け替えで廃止となった山陰本線旧線を利用）。
  - 4月30日：207系電車が営業運転開始。
  - 5月14日：滋賀県甲賀郡信楽町（当時）の信楽高原鐵道信楽線小野谷信号場 - 紫香楽宮跡駅間で、同社に乗り入れたJR西日本の臨時列車が同社の列車と正面衝突し、運転士と乗客を合わせて42名が死亡、614名が重軽傷を負う列車衝突事故（信楽高原鐵道列車衝突事故）が発生。
  - 7月15日：全駅で改札鋏が廃止され、スタンプ押印に切り替わる[62]。
  - 9月1日：七尾線 津幡駅 - 和倉温泉駅間が電化[59]。同線の和倉温泉駅 - 輪島駅間の第1種鉄道事業を廃止し、同区間の第3種鉄道事業者になる。同時に同区間の運営をのと鉄道（第2種鉄道事業者）に移管[59]。
  - 9月14日：北陸本線田村駅 - 長浜駅間が交流電化から直流電化になる[62]。
  - 10月1日：山陽新幹線の施設を新幹線鉄道保有機構（現在の鉄道建設・運輸施設整備支援機構）から買い取る[59]。
- 1992年（平成4年）
  - 3月30日：本社を旧国鉄大阪鉄道管理局ビルから新本社ビルに移転[63]。
  - 4月1日：第三次鉄道部（2鉄道部）が発足[62]。
  - 6月24日：会長に角田達郎、社長に井手正敬が就任[59]。
- 1993年（平成5年）
  - 3月18日：山陽新幹線で「のぞみ」が運転開始[59]。管内の快速・普通列車が全面禁煙になる（ただし支社によってはそれ以前に全面禁煙となっていた）。
  - 4月1日：高校卒業者の社員登用を開始・初入社。
  - 6月1日：京都支社・大阪支社・神戸支社が発足（それぞれ現在の京滋支社・阪奈支社・兵庫支社）。
- 1994年（平成6年）
  - 4月1日：223系電車が営業運転開始。
  - 6月15日：関西空港線開業[64]（同社初の空港連絡鉄道）。
  - 9月4日：関西国際空港の開港で特急「はるか」が運転開始[59]。JRグループで初めて女性車掌が登場する[59]。
- 1995年（平成7年）
  - 1月17日：阪神・淡路大震災が発生し、甚大な被害を受ける[59]。
  - 4月20日：山陰本線 綾部駅 - 福知山駅間が電化[59]。北陸本線で特急「サンダーバード」が運転開始。
  - 8月19日：北陸本線 米原駅 - 木ノ本駅間で「SL北びわこ号」が運転開始。
  - 10月1日：地域鉄道部（7鉄道部）が発足[65]。
- 1996年（平成8年）
  - 3月16日：山陰本線 園部駅 - 綾部駅間が電化[59]。
  - 10月8日：東京証券取引所・大阪証券取引所・名古屋証券取引所に株式上場[66]。
  - 10月15日：京都証券取引所・広島証券取引所・福岡証券取引所に株式上場[66]。
  - 12月9日：公式ウェブサイトを開設[67]。
- 1997年（平成9年）
  - 3月8日：JR東西線開業[64]（JR西日本で初めての地下路線）。片町線 京橋駅 - 片町駅間廃止[68]。関西地区で自動改札システム「Jスルー」の運用開始[69]。新幹線および在来線の特急の禁煙車を拡大（禁煙率が60%から67%になる）[70]。
  - 3月22日：500系新幹線電車が「のぞみ」として山陽新幹線で営業運転を開始[59]。同年11月29日には東海道新幹線でも運転開始[59]。
  - 4月1日：会長に井手正敬、社長に南谷昌二郎が就任[59]。美祢線 南大嶺駅 - 大嶺駅間が廃止[68][71]。
  - 7月5日：梅小路蒸気機関車館がリニューアルオープン[59]。
  - 9月11日：京都駅新駅ビルがグランドオープン[59]。
- 1998年（平成10年）
  - 3月14日：播但線 姫路駅 - 寺前駅間が電化[59]。
  - 7月10日：寝台電車285系（サンライズエクスプレス）が運転開始[59][72]。
- 1999年（平成11年）
  - 2月26日：Jスルーカードによるストアードフェアシステム導入[59]。東海道・山陽新幹線の第二指令所が大阪に完成[59]。
  - 3月13日：700系新幹線電車が「のぞみ」として営業運転開始[59]。
  - 10月2日：舞鶴線 綾部駅 - 東舞鶴駅間が電化[59]。

### 2000年代
- 2000年（平成12年）
  - 3月11日：山陽新幹線「ひかりレールスター」が運転開始[73]。
  - 3月31日：鷹取工場が閉鎖[59]。4月1日より網干総合車両所に継承。
  - 8月17日：新幹線で専門職としては初の女性運転士が誕生。
- 2001年（平成13年）
  - 4月1日：七尾線 穴水駅 - 輪島駅間（のと鉄道が第2種鉄道事業者）の第3種鉄道事業廃止。
  - 6月22日：改正JR会社法が公布（成立は2001年6月15日）。本州3社が本法の適用から除外され、JR西日本の純粋民間会社（非特殊会社）化が実現。
  - 7月1日：山陽本線（和田岬線）兵庫駅 - 和田岬駅間が電化。
  - 7月7日：山陰本線 安来駅 - 益田駅間の高速化事業が完成[注釈 11]。キハ187系・キハ126系気動車が営業運転開始[74]。
  - 10月1日：旅行業部門 (Tis) が日本旅行に譲渡される。
- 2002年（平成14年）
  - 7月1日：大阪環状線・片町線（学研都市線）で、関西では初めて女性専用車が試験導入される[75][76]。
  - 10月1日：大阪環状線・片町線（学研都市線）で女性専用車が本格導入[76][77]。
  - 10月5日：「広島シティネットワーク」の呼称が使用開始。
  - 11月6日：東海道本線塚本駅 - 尼崎駅間で救急隊員死傷事故が発生。1名死亡、1名重傷。
  - 12月2日：女性専用車がJR京都線・JR神戸線などへ拡大[76][77]。
- 2003年（平成15年）
  - 3月15日：小浜線 敦賀駅 - 東舞鶴駅間が電化[76]。
  - 4月1日：会長に南谷昌二郎、社長に垣内剛が就任。
  - 10月1日：宇野線・本四備讃線（瀬戸大橋線）で運行されている快速「マリンライナー」を223系5000番台とJR四国の5000系電車に置き換えて運行開始（岡山エリアでの新型列車投入は約20年ぶり）。
  - 11月1日：ICカード「ICOCA」のサービスが開始[78]。
  - 12月1日：可部線 可部駅 - 三段峡駅間が廃止[68][79]。
- 2004年（平成16年）
  - 3月12日：独立行政法人鉄道建設・運輸施設整備支援機構が保有していた株式が全て売却され、完全民営化。
  - 7月18日：福井豪雨で越美北線が不通になる[80][81]。
  - 8月1日：こどもICOCAのサービスを開始[82]。ICOCAとSuicaの相互利用が開始[83]。
  - 12月19日：加古川線 加古川駅 - 谷川駅間が電化[81]。
- 2005年（平成17年）
  - 2月18日：山陽新幹線に自動改札システムが導入。
  - 3月1日：桜井線全線へICOCAが導入[81][84]。
  - 4月25日：福知山線（JR宝塚線）尼崎駅 - 塚口駅間で、運転士と乗客を合わせて、107名が死亡し、562人が重軽傷を負う列車脱線事故（JR福知山線脱線事故）が発生。尼崎駅 - 宝塚駅間が不通となる。この事故によりJR西日本にある様々な問題点が明らかになり、日本の鉄道業界にも大きな影響を与えた。同区間は6月19日に運転再開。
  - 10月1日：ICOCA電子マネーのサービス開始[85]。
  - 12月1日：321系電車が運転開始[86]。
- 2006年（平成18年）
  - 1月6日：JR羽越本線脱線事故を受け、列車運転見合わせの風速規制値を30m/s以上から25m/s以上に強化。
  - 1月21日：ICOCAとPiTaPaの相互利用開始[87]。
  - 1月24日：伯備線で保線作業中に作業員をはねる伯備線保線作業員死傷事故が発生。3名死亡、2名軽傷。
  - 2月1日：社長に山崎正夫が、倉内憲孝が会長就任前提で顧問に就任。J-WESTカードサービス開始。
  - 3月1日：富山港線廃止。富山ライトレールに移管（同年4月29日開業）。
  - 4月1日：「経営理念」が廃止されて、新たに「企業理念」および「安全憲章」が制定。
  - 6月23日：岡山新幹線運転所と広島新幹線運転所（検修部門）を福岡支社博多総合車両所管轄に変更。一部をのぞき、新幹線と在来線の管轄を分離。
  - 7月1日：舞鶴鉄道部および可部鉄道部廃止。
  - 10月21日：北陸本線 長浜駅 - 敦賀駅間および、湖西線 永原駅 - 近江塩津駅間が直流電化される。新快速の運転区間が敦賀駅まで拡大。湖西線 北小松駅 - 永原駅間と北陸本線 虎姫駅 - 近江塩津駅間にICOCAが導入[88]。
  - 11月19日：津山線 玉柏駅 - 牧山駅間で土砂崩れによる脱線事故が発生。
  - 11月30日：交直流電車521系が営業運転開始。
- 2007年（平成19年）
  - 3月18日：運行時間3時間以内の特急列車が全席禁煙となり、北陸・北近畿方面の長距離列車の禁煙席が増える。
  - 4月1日：駅員・乗務員などの制服が変更（工務系統などの技術服は10月1日から変更）。
  - 6月30日：豪雨災害により全線で運休していた越美北線が全線で運転を再開[89]。
  - 7月1日：N700系新幹線電車が営業運転開始。新幹線統括部・新幹線管理本部新設。これに伴い、直轄の新幹線現業機関や福岡支社および東京指令所が同管理本部の下部組織となる。
  - 9月1日：広島・岡山地区の135駅でICOCAのサービス開始。同地区でのICOCA電子マネーも同時に開始[90]。
- 2008年（平成20年）
  - 3月1日：広島地区のPASPYエリアにてICOCAとの片利用開始。
  - 3月15日：おおさか東線久宝寺駅 - 放出駅間が開業。寝台特急「なは」「あかつき」、寝台急行「銀河」廃止。
  - 3月18日：SuicaとICOCAの電子マネー相互利用が開始。
  - 3月29日：Suica・ICOCA・TOICAの相互乗車利用が開始。
  - 6月1日：津山鉄道部・備中鉄道部・出雲鉄道部が廃止。富山鉄道部が北陸地域鉄道部に、越前大野鉄道部が福井地域鉄道部に、府中鉄道部がせとうち地域鉄道部に統合される。
  - 9月15日：Jスルーカードの発売を終了。
- 2009年（平成21年）
  - 3月14日：急行「つやま」廃止によりJRの昼行定期急行列車が全廃。姫新線姫路駅 - 上月駅間高速化事業にあわせてキハ122系・キハ127系気動車が運用開始[91]。
  - 3月31日：関西本線貨物支線（阪和貨物線）八尾駅 - 杉本町駅間が廃止[92]。
  - 4月1日：船舶部門を分社化し、JR西日本宮島フェリー発足。
  - 6月1日：高岡鉄道部と北陸地域鉄道部が統合され富山地域鉄道部に、山口鉄道部と宇部新川鉄道部が統合され山口地域鉄道部になる[93]。全ての在来線特急・急行列車（寝台特急および「きたぐに」の一部寝台車両を除く）が全席禁煙になる。
  - 7月1日：加古川鉄道部が廃止[94]。
  - 7月23日：JR福知山線脱線事故による当時の会長ら幹部26人と現場管理者3人の計29人を減給などの処分を発表。
  - 8月31日：社長に佐々木隆之が就任。
  - 9月25日：JR福知山線脱線事故の事故調査報告書の情報漏洩が発覚。山崎正夫が調査報告書の記載内容変更を要請していたとして10月23日に取締役辞任。
  - 11月18日：JR福知山線脱線事故の調査報告書情報漏洩問題で、社外有識者によるコンプライアンス特別委員会（委員長：高巌麗澤大学教授）の最終報告書と再発防止のための改善報告書を国土交通省に提出[95]。同時に垣内剛元社長（当時）ら計35人を報酬返上や減給などの処分とした（中心的な役割を果たした山崎元社長と土屋隆一郎元副社長は取締役を引責辞任しており、対象とならず）。

### 2010年代
- 2010年（平成22年）
  - 3月13日：TOICAの電子マネー開始により、Suica・ICOCA・TOICAの電子マネーの相互利用開始[96]。
  - 3月31日：緊急列車停止装置（EB装置）を取り外すなどした状態で列車を運行していたことが判明する。事態を重視した同社は、取り付け・取り外しの確認を徹底するよう運用方針を改正[97]。
  - 11月7日：特急「はまかぜ」でキハ189系気動車が営業運転開始[98]。
  - 12月1日：225系電車が運転開始[99]。京都支社・大阪支社・神戸支社を統合して近畿統括本部が発足[100]。
- 2011年（平成23年）
  - 3月5日：ICOCAとSUGOCAの相互乗車および電子マネーの相互利用が開始[101]。
  - 3月12日：山陽新幹線が、博多駅まで延伸開業する九州新幹線と相互直通運転を開始[102]。「さくら」「みずほ」が運転開始。特急「こうのとり」「きのさき」「まいづる」「はしだて」で287系電車が運転開始。
  - 4月18日：女性専用車を導入している路線において、実施時間帯を平日の一部時間帯から毎日終日へ拡大。
  - 5月4日：大阪ステーションシティ開業。
- 2012年（平成24年）
  - 5月1日：会長に佐々木隆之、社長に真鍋精志が就任[103]。
  - 5月10日：近畿車輛の株式を一部取得、業務提携を強化[104]。
  - 9月24日：スペイン国鉄 (Renfe)、スペイン鉄道インフラ管理機構 (ADIF) と3社間連携協定を締結[105]。
- 2013年（平成25年）
  - 3月23日：交通系ICカード全国相互利用サービスが開始され、ICOCAがPASMOなどとも相互利用可能に。
  - 12月11日：アジア航測の株式を一部取得、業務提携契約を締結[106]。
- 2014年（平成26年）
  - 3月27日：子会社のジェイアール西日本デイリーサービスネット（以下JRDSN）とともに、セブン-イレブン・ジャパンと業務提携。この後の5年間で、JRDSNが運営する既存売店のうち500店舗を「セブン-イレブン KIOSK」および「セブン-イレブン Heart・in」に転換する予定[107]。
  - 10月13日：台風19号の接近に伴い近畿地方の全路線を午後から運休。前日から予告して全路線を運休したのは同社史上初のこと[108]。
  - 10月28日：完全民営化後も指定が続いていた「世界貿易機関 (WTO) 政府調達協定の対象」から除外される[109]。
- 2015年（平成27年）
  - 3月12日：寝台特急「トワイライトエクスプレス」を廃止。
  - 3月14日：北陸新幹線 長野駅 - 上越妙高駅 - 金沢駅間が開業[64][110]。JR西日本は上越妙高駅 - 金沢駅間の営業主体となる。北陸本線 金沢駅 - 直江津駅間を経営分離し、IRいしかわ鉄道・あいの風とやま鉄道・えちごトキめき鉄道に移管。227系電車が運転開始[111][112]。近畿エリアと広島エリアの各路線にアルファベット1文字で路線を表す路線記号を導入し、広島エリアについてはラインカラーを更新[113]。
  - 8月30日：紀勢本線（きのくに線）宮前駅 - 海南駅間でICOCAサービス開始[114][115]。
  - 10月31日：特急「こうのとり」「きのさき」「はしだて」「くろしお」で289系電車が運転開始。この4列車の381系電車が前日限りで運転終了。
  - 11月7日：新世紀エヴァンゲリオンとのコラボレーション企画として、山陽新幹線でラッピング列車「500 TYPE EVA」が運転開始（当初は2017年3月までの予定だったが、2018年春まで延長）[116]。
- 2016年（平成28年）
  - 1月18日：広島鉄道病院を新病院に移転。
  - 3月25日：この日限りで東海道本線普通列車のJR東海大垣駅乗り入れ、JR東海の特急「しなの」の大阪駅乗り入れが廃止。
  - 3月26日：姫新線 播磨高岡駅 - 播磨新宮駅間、播但線 京口駅 - 寺前駅間、加古川線 日岡駅 - 西脇市駅間でICOCAサービス開始[117]。
  - 4月29日：京都鉄道博物館が開業[118][119]。
  - 6月22日：会長に真鍋精志、社長に来島達夫が就任[120][121]。
  - 8月30日：日本信号と資本業務提携契約を締結[122]。
  - 12月24日：大阪環状線で323系電車営業運転開始[123]。25日には桜島線（JRゆめ咲線）でも営業運転開始[124]。
- 2017年（平成29年）
  - 3月4日：可部線 可部駅 - あき亀山駅間開業[64]。
  - 2月1日：三菱重工業の関連会社で不動産事業を営む「菱重プロパティーズ株式会社」の発行済株式の70パーセントを菱重ファシリティー&プロパティーズ株式会社より取得[125][126]。
  - 4月1日：会社発足30周年を機に制服を10年ぶりにリニューアル[127]。
  - 4月15日：北陸本線大聖寺駅 - 金沢駅間、城端線高岡駅 - 新高岡駅間、IRいしかわ鉄道線でICOCAサービス開始[128]。
  - 6月17日：クルーズトレイン「TWILIGHT EXPRESS 瑞風」が運行開始。
  - 8月29日：大阪府堺市と包括連携協定を締結（百舌鳥古墳群を含む観光客誘致や街づくりなど）[129]。
- 2018年（平成30年）
  - 3月：近畿エリアの12路線、延べ300駅に駅ナンバー導入[130]
  - 4月1日：三江線廃止[68][131]。
  - 7月1日：菱重プロパティーズがJR西日本プロパティーズに社名変更[132][133]。
  - 7月5日：平成30年7月豪雨の影響で、各線が運転見合わせとなり、中国地方の9線区（山陽本線・姫新線・津山線・伯備線・芸備線・福塩線・因美線・呉線・岩徳線）では7月11日時点で復旧まで1か月以上を要すると想定された被害受ける[134]。
  - 8月24日：新幹線のトンネル内に社員を座らせて、最高時速300kmの風圧を間近で体感させる研修を行っていたことが発覚。
  - 10月1日：PiTaPaによるポストペイサービスを開始[135]。またICOCAによるポイントサービスも開始[136]。
- 2019年（平成31年/令和元年）
  - 3月16日：おおさか東線 新大阪駅 - 放出駅間が開業[64][137][138]。JR神戸線・JR京都線・琵琶湖線の新快速のうち4本に有料座席サービス「Aシート」を導入[139]。
  - 11月29日：金沢支社管内における在来線改良工事で、鉄道事業法に基づく認可申請手続きを行わず認可書を偽造していた行為2件、日本貨物鉄道（JR貨物）などの第二種鉄道事業者に鉄道事業法などに基づく承諾を得なかった行為4件、上司である工事設計責任者の確認手続き（設計確認）を得ないまま確認書を偽造ないし作成を省略した行為37件[注釈 12]、計43件の法令違反が発覚[140]。
  - 12月1日：副会長に来島達夫、社長に長谷川一明が就任。

### 2020年代以降
- 2020年（令和2年）
  - 2月から6月にかけて、停車駅の通過、ドア扱いの失念、早発といった運転取り扱いの誤りが5ヶ月連続で発生する[141][142][143][144][145]。
  - 5月16日：初の一時帰休を実施[146]。
  - 9月11日：新型コロナウイルスの影響で予定より4か月遅れで「WEST EXPRESS 銀河」が運行開始[147]。
  - 9月24日：MaaSアプリ「WESTER」を提供開始[148]。
- 2021年（令和3年）
  - 4月30日：前年度決算で過去最大の年間赤字となる2332億円の損失を発表。コロナ禍下での未曾有の鉄道運賃収入等の減少に伴うもの[149]。
  - 5月21日：1995年夏季から運行してきた「SL北びわこ号」の営業運転終了を発表（2019年11月10日が事実上の最終運行）[150]。
  - 6月23日：真鍋精志会長と来島達夫副会長が退任、後任は空席[151]。
  - 6月30日：JR北海道、JR東海、JR東日本、JR九州とともに、新幹線の列車公衆電話サービスをこの日をもって終了[152]。
  - 10月1日：効率的な保守作業を目的に、兵庫県赤穂市大津（相生駅 - 岡山駅間）に「帆坂保守基地」を新設[153]。JR西日本発足以降の保守基地の新設は初めて。保守基地新設に合わせて、保線区境界を変更した。
- 2022年（令和4年）
  - 4月：東京証券取引所の市場区分の見直しにより、東京証券取引所の市場第一部からプライム市場に移行。
  - 9月30日：この日限りで、JR西日本管内完結およびJR東日本・JR東海・JR四国・JR九州と跨る区間の普通回数乗車券の販売を終了（身体・知的障害者用および通学用の普通回数乗車券は引き続き販売継続）[154]。
  - 10月1日：山陽新幹線統括本部、中国統括本部を新設。近畿統括本部に和歌山支社・福知山支社を統合し京都支社・大阪支社・神戸支社・福知山支社をそれぞれ京滋支社・阪奈支社・兵庫支社・福知山管理部に改称。中国統括本部に岡山支社・広島支社・米子支社を統合し米子支社を山陰支社に改称。山陽新幹線統括本部に福岡支社を置く[54]。
- 2023年（令和5年）
  - 3月7日：これまでの「J-WESTポイント」「ICOCAポイント」「WESPOポイント」等を統合した新ポイントサービス「WESTERポイント」を開始[155]。
  - 3月18日：大阪駅（うめきたエリア）地下ホーム開業[156]。特急「はるか」「くろしお」が停車するほか、おおさか東線が大阪駅に乗り入れを開始。
  - 3月22日：スマートフォン搭載方式でのモバイル乗車券「モバイルICOCA」のサービス開始[157]。
  - 4月1日：山陽新幹線統括本部に所属する新幹線保線区の組織改正として、各エリア毎の新幹線保線区を統合し、新幹線保線技術センターが発足する。神戸新幹線保線区と姫路新幹線保線区が神戸新幹線保線技術センター、岡山新幹線保線区と福山新幹線保線区が岡山新幹線保線技術センター、三原新幹線保線区と広島新幹線保線区が広島新幹線保線技術センター、新岩国新幹線保線区と新山口新幹線保線区が新山口新幹線保線技術センターとなる。
  - 4月1日：京阪神エリアに設定されている特定区間運賃の一部改定[158]。
  - 9月1日：JR西日本プライベートリート投資法人を運用開始[159]
- 2024年（令和6年）
  - 3月16日：北陸新幹線 金沢駅 - 敦賀駅間が開業[160]。北陸本線 金沢駅 - 敦賀駅間を経営分離し、IRいしかわ鉄道・ハピラインふくいに移管。
  - 4月6日：伯備線の特急「やくも」に273系電車を投入し381系電車を順次置き換え。
- 2025年（令和7年）
  - 4月1日：電車特定区間の運賃改定。電車特定区間を拡大。大阪環状線内の運賃区分廃止[161]。
  - 5月28日：QRコード決済「Wesmo!（ウェスモ）」のサービスを開始。当面はJR西日本グループの商業施設や全国160万か所以上の店舗におけるショッピング、およびネット予約サービス「e5489」で利用（将来的には乗車サービス等への拡大を目指す）[162][163]。
  - 6月18日：会長に長谷川一明、社長に倉坂昇治が就任[164][165]。
  - 7月1日：新幹線・在来線特急による荷物輸送サービスの名称を「荷もっシュッ!」とする。山陽新幹線 新大阪駅・広島駅・博多駅相互間で法人向けに「さくら」「みずほ」による荷物緊急輸送サービス「荷もっシュッ! Quick」を開始[166][167]。

### 今後の予定
- 2031年（令和13年）
  - 春：なにわ筋線 北梅田駅（仮称） - JR難波駅間が開業[168]。

### 歴代会長・社長
| 代数  | 氏名       | 在任期間        | 出身校                       |
| ----- | ---------- | --------------- | ---------------------------- |
| 初代  | 村井勉     | 1987年 - 1992年 | 東京商科大学（現・一橋大学） |
| 第2代 | 角田達郎   | 1992年 - 1997年 | 東京大学                     |
| 第3代 | 井手正敬   | 1997年 - 2003年 | 東京大学経済学部             |
| 第4代 | 南谷昌二郎 | 2003年 - 2006年 | 東京大学経済学部             |
| 第5代 | 倉内憲孝   | 2006年 - 2012年 | 東京大学工学部               |
| 第6代 | 佐々木隆之 | 2012年 - 2016年 | 一橋大学経済学部             |
| 第7代 | 真鍋精志   | 2016年 - 2021年 | 東京大学法学部               |
| 第8代 | 長谷川一明 | 2025年 -        | 東京大学法学部               |

| 代数   | 氏名       | 在任期間        | 出身校           |
| ------ | ---------- | --------------- | ---------------- |
| 初代   | 角田達郎   | 1987年 - 1992年 | 東京大学         |
| 第2代  | 井手正敬   | 1992年 - 1997年 | 東京大学経済学部 |
| 第3代  | 南谷昌二郎 | 1997年 - 2003年 | 東京大学経済学部 |
| 第4代  | 垣内剛     | 2003年 - 2006年 | 東京大学法学部   |
| 第5代  | 山崎正夫   | 2006年 - 2009年 | 東京大学工学部   |
| 第6代  | 佐々木隆之 | 2009年 - 2012年 | 一橋大学経済学部 |
| 第7代  | 真鍋精志   | 2012年 - 2016年 | 東京大学法学部   |
| 第8代  | 来島達夫   | 2016年 - 2019年 | 九州大学法学部   |
| 第9代  | 長谷川一明 | 2019年 - 2025年 | 東京大学法学部   |
| 第10代 | 倉坂昇治   | 2025年 -        | 京都大学         |

## 路線

### 鉄道路線

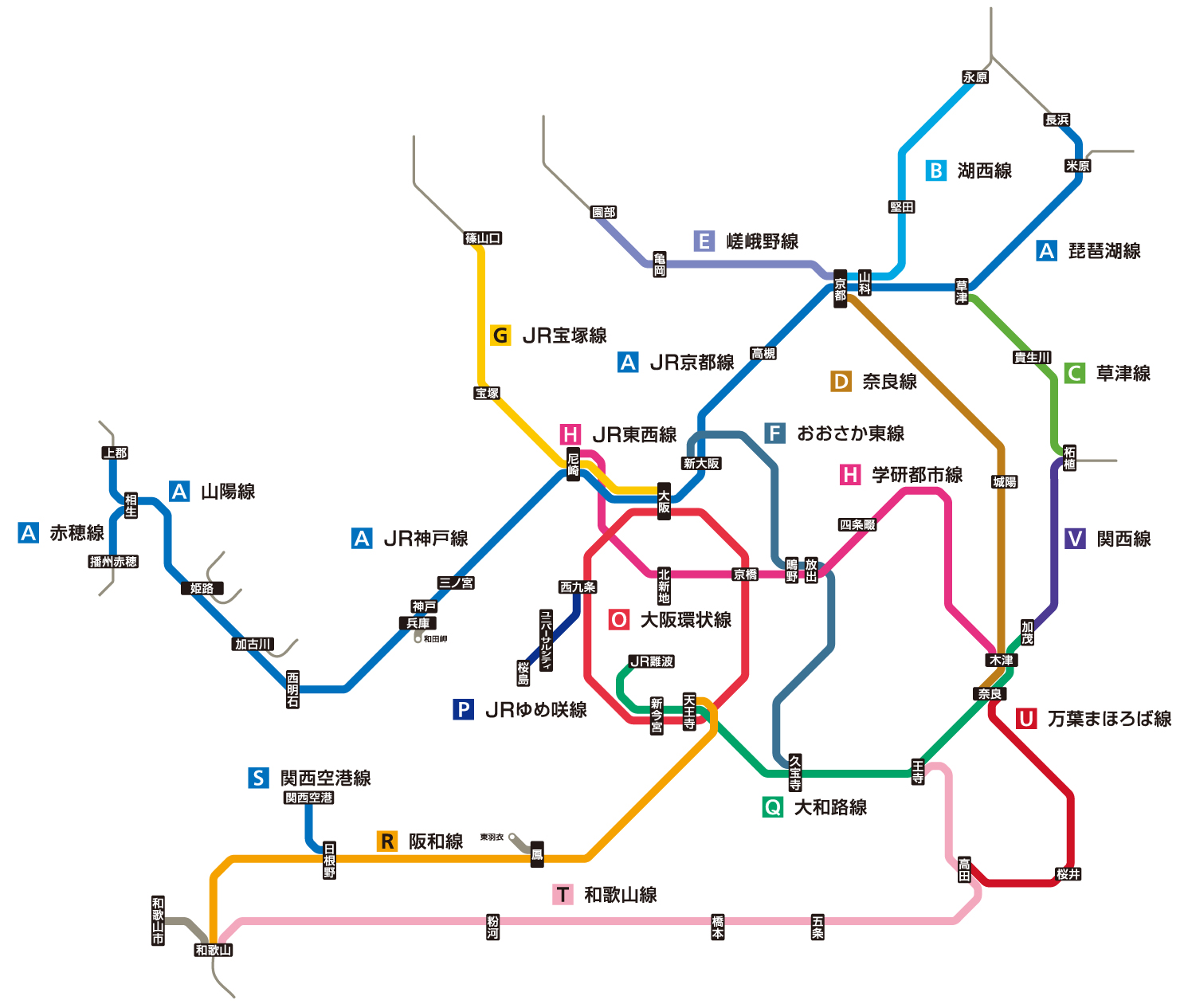
アーバンネットワーク路線図

- 総営業キロ数：4,897.5 km[2][12][170][注釈 6][注釈 13][注釈 7]（51線区・2024年3月16日時点）
  - 新幹線：937.7 km（2線区）[2][12]
  - 在来線：3,959.8 km（49線区）[2][12][注釈 6][注釈 13][注釈 7]
- 総駅数：1150駅（2024年3月16日現在）[2][12][13]

ラインカラーおよび路線記号は「日本の鉄道ラインカラー一覧」を参照。

#### 現有路線
| 分類       | 路線名       | 区間                                   | 営業キロ | 愛称・通称 | 備考 |
| ---------- | ------------ | -------------------------------------- | -------- | --- | --- |
| 新幹線     | 山陽新幹線   | 新大阪駅 - 博多駅                      | 644.0 km | 東海道・山陽新幹線 山陽・九州新幹線                                                                             | 実キロは 553.7 km |
| 新幹線     | 北陸新幹線   | 上越妙高駅 - 敦賀駅                    | 293.7 km | | 高崎駅 - 上越妙高駅間はJR東日本の管轄 鉄道施設は鉄道・運輸機構が保有 |
| 幹線       | 北陸本線     | 米原駅 - 敦賀駅                        | 45.9 km  | 琵琶湖線（米原駅 - 長浜駅）                                                                                     | |
| 幹線       | 東海道本線   | 米原駅 - 神戸駅                        | 143.6 km | 琵琶湖線（米原駅 - 京都駅） JR京都線（京都駅 - 大阪駅） JR神戸線（大阪駅 - 神戸駅） JR宝塚線（大阪駅 - 尼崎駅） | 東京駅 - 熱海駅間はJR東日本の管轄 熱海駅 - 米原駅間はJR東海の管轄 |
| 幹線       | 東海道本線   | 吹田貨物ターミナル駅 - 尼崎駅          | 12.2 km  | 北方貨物線 | 貨物支線（旅客営業なし） |
| 幹線       | 東海道本線   | 吹田貨物ターミナル駅 - 大阪駅 - 福島駅 | 10.0 km  | 梅田貨物線 おおさか東線（新大阪駅 - 大阪駅）                                                                    | 貨物支線 大阪駅は地下（うめきたエリア）経由 東海道本線吹田貨物ターミナル駅 - 大阪駅間および大阪環状線大阪駅 - 福島駅間と同一として扱われ、総営業キロにも加算されていない。 |
| 幹線       | 湖西線       | 山科駅 - 近江塩津駅                    | 74.1 km  | | |
| 幹線       | 山陰本線     | 京都駅 - 幡生駅                        | 673.8 km | 嵯峨野線（京都駅 - 園部駅）                                                                                     | |
| 幹線       | 山陰本線     | 長門市駅 - 仙崎駅                      | 2.2 km   | 仙崎線 | |
| 幹線       | 草津線       | 柘植駅 - 草津駅                        | 36.7 km  | | |
| 幹線       | 奈良線       | 木津駅 - 京都駅                        | 34.7 km  | | |
| 幹線       | 大阪環状線   | 天王寺駅 - 大阪駅 - 新今宮駅           | 20.7 km  | | 区間については脚注参照 |
| 幹線       | 桜島線       | 西九条駅 - 桜島駅                      | 4.1 km   | JRゆめ咲線 | |
| 幹線       | 福知山線     | 尼崎駅 - 福知山駅                      | 106.5 km | JR宝塚線（尼崎駅 - 篠山口駅）                                                                                   | |
| 幹線       | 関西本線     | 亀山駅 - JR難波駅                      | 115.0 km | 大和路線（加茂駅 - JR難波駅） 大阪環状線（天王寺駅 - 新今宮駅）                                                 | 名古屋駅 - 亀山駅間はJR東海の管轄 |
| 幹線       | 片町線       | 木津駅 - 京橋駅                        | 44.8 km  | 学研都市線 おおさか東線（鴫野駅 - 放出駅）                                                                      | |
| 幹線       | 片町線       | 神崎川信号場 - 吹田貨物ターミナル駅    | 3.7 km   | 城東貨物線 | 旅客営業なし |
| 幹線       | 片町線       | 正覚寺信号場 - 平野駅                  | 1.5 km   | 城東貨物線 | 旅客営業なし |
| 幹線       | JR東西線     | 京橋駅 - 尼崎駅                        | 12.5 km  | | JR西日本が第二種鉄道事業者 関西高速鉄道が第三種鉄道事業者 |
| 幹線       | おおさか東線 | 新大阪駅 - 鴫野駅                      | 9.4 km   | | JR西日本が第二種鉄道事業者 大阪外環状鉄道が第三種鉄道事業者 区間については脚注参照                                                                                         |
| 幹線       | おおさか東線 | 放出駅 - 久宝寺駅                      | 9.2 km   | | JR西日本が第二種鉄道事業者 大阪外環状鉄道が第三種鉄道事業者 区間については脚注参照                                                                                         |
| 幹線       | 関西空港線   | 日根野駅 - 関西空港駅                  | 11.1 km  | | りんくうタウン駅 - 関西空港駅間 6.9 km は第一種鉄道事業者なし 同区間はJR西日本が第二種鉄道事業者 新関西国際空港が第三種鉄道事業者                                          |
| 幹線       | 阪和線       | 天王寺駅 - 和歌山駅                    | 61.3 km  | | |
| 幹線       | 阪和線       | 鳳駅 - 東羽衣駅                        | 1.7 km   | 羽衣線 | |
| 幹線       | 紀勢本線     | 新宮駅 - 和歌山市駅                    | 204.0 km | きのくに線（新宮駅 - 和歌山駅）                                                                                 | 亀山駅 - 新宮駅間はJR東海の管轄 |
| 幹線       | 山陽本線     | 神戸駅 - 下関駅                        | 528.1 km | JR神戸線（神戸駅 - 姫路駅）                                                                                     | 下関駅 - 門司駅間はJR九州の管轄 |
| 幹線       | 山陽本線     | 兵庫駅 - 和田岬駅                      | 2.7 km   | 和田岬線 | |
| 幹線       | 宇野線       | 岡山駅 - 宇野駅                        | 32.8 km  | 瀬戸大橋線（岡山駅 - 茶屋町駅） 宇野みなと線（岡山駅 - 宇野駅）                                                 | |
| 幹線       | 本四備讃線   | 茶屋町駅 - 児島駅                      | 12.9 km  | 瀬戸大橋線 | 児島駅 - 宇多津駅間はJR四国の管轄 |
| 幹線       | 伯備線       | 倉敷駅 - 伯耆大山駅                    | 138.4 km | | |
| 幹線       | 呉線         | 三原駅 - 海田市駅                      | 87.0 km  | 瀬戸内さざなみ線（三原駅 - 広駅）                                                                               | |
| 幹線       | 宇部線       | 新山口駅 - 宇部駅                      | 33.2 km  | | |
| 幹線       | 美祢線       | 厚狭駅 - 長門市駅                      | 46.0 km  | | |
| 幹線       | 博多南線     | 博多駅 - 博多南駅                      | 8.5 km   | | 新幹線車両で運行 |
| 地方交通線 | 小浜線       | 敦賀駅 - 東舞鶴駅                      | 84.3 km  | | |
| 地方交通線 | 越美北線     | 越前花堂駅 - 九頭竜湖駅                | 52.5 km  | 九頭竜線 | |
| 地方交通線 | 七尾線       | 津幡駅 - 和倉温泉駅                    | 59.5 km  | | |
| 地方交通線 | 七尾線       | 和倉温泉駅 - 穴水駅                    | 28.0 km  | | 1991年9月1日に第一種鉄道事業廃止、第三種鉄道事業に変更 のと鉄道が第二種鉄道事業者                                                                                          |
| 地方交通線 | 城端線       | 高岡駅 - 城端駅                        | 29.9 km  | | |
| 地方交通線 | 氷見線       | 高岡駅 - 氷見駅                        | 16.5 km  | | |
| 地方交通線 | 高山本線     | 猪谷駅 - 富山駅                        | 36.6 km  | | 岐阜駅 - 猪谷駅間はJR東海の管轄 |
| 地方交通線 | 大糸線       | 南小谷駅 - 糸魚川駅                    | 35.3 km  | | 松本駅 - 南小谷駅間はJR東日本の管轄 |
| 地方交通線 | 桜井線       | 奈良駅 - 高田駅                        | 29.4 km  | 万葉まほろば線                                                                                                  | |
| 地方交通線 | 和歌山線     | 王寺駅 - 和歌山駅                      | 87.5 km  | | |
| 地方交通線 | 加古川線     | 加古川駅 - 谷川駅                      | 48.5 km  | | |
| 地方交通線 | 姫新線       | 姫路駅 - 新見駅                        | 158.1 km | | |
| 地方交通線 | 舞鶴線       | 東舞鶴駅 - 綾部駅                      | 26.4 km  | | |
| 地方交通線 | 播但線       | 姫路駅 - 和田山駅                      | 65.7 km  | | |
| 地方交通線 | 赤穂線       | 相生駅 - 東岡山駅                      | 57.4 km  | | |
| 地方交通線 | 津山線       | 岡山駅 - 津山駅                        | 58.7 km  | | |
| 地方交通線 | 吉備線       | 岡山駅 - 総社駅                        | 20.4 km  | 桃太郎線 | |
| 地方交通線 | 芸備線       | 備中神代駅 - 広島駅                    | 159.1 km | | |
| 地方交通線 | 福塩線       | 福山駅 - 塩町駅                        | 78.0 km  | | |
| 地方交通線 | 因美線       | 東津山駅 - 鳥取駅                      | 70.8 km  | | |
| 地方交通線 | 境線         | 米子駅 - 境港駅                        | 17.9 km  | | |
| 地方交通線 | 木次線       | 備後落合駅 - 宍道駅                    | 81.9 km  | | |
| 地方交通線 | 可部線       | 横川駅 - あき亀山駅                    | 15.6 km  | | |
| 地方交通線 | 岩徳線       | 岩国駅 - 櫛ケ浜駅                      | 43.7 km  | | |
| 地方交通線 | 山口線       | 新山口駅 - 益田駅                      | 93.9 km  | | |
| 地方交通線 | 小野田線     | 小野田駅 - 居能駅                      | 11.6 km  | | |
| 地方交通線 | 小野田線     | 雀田駅 - 長門本山駅                    | 2.3 km   | 本山線 | |

運行系統上の名称
- 「東海道・山陽新幹線」はJR東海の東海道新幹線との総称。
- 「山陽・九州新幹線」はJR九州の九州新幹線（鹿児島ルート）との総称。
- 北陸新幹線はJR東日本の東北新幹線（東京駅 - 大宮駅）と上越新幹線（大宮駅 - 高崎駅）との総称。
- 「琵琶湖線」は北陸本線（米原駅 - 長浜駅）と東海道本線（米原駅 - 京都駅）の総称。
- 「JR神戸線」は東海道本線（大阪駅 - 神戸駅）と山陽本線（神戸駅 - 姫路駅）の総称。
- 「JR宝塚線」は東海道本線（大阪駅 - 尼崎駅）と福知山線（尼崎駅 - 篠山口駅）の総称。
- 大阪環状線は関西本線（天王寺駅 - 新今宮駅）との総称。
- おおさか東線は片町線（鴫野駅 - 放出駅）と東海道本線貨物支線（梅田貨物線）（新大阪駅 - 大阪駅）との総称。
- 「瀬戸大橋線」は宇野線（岡山駅 - 茶屋町駅）と本四備讃線（全線）とJR四国の予讃線（宇多津駅 - 高松駅）の総称。

#### 廃止路線
| 分類       | 路線名   | 区間                  | 営業キロ | 通称       | 廃止年月日     | 備考 |
| ---------- | -------- | --------------------- | -------- | ---------- | -------------- | --- |
| 幹線       | 片町線   | 京橋駅 - 片町駅       | 0.5 km   |            | 1997年3月8日   | JR東西線開業に伴い廃止                                                                                               |
| 幹線       | 片町線   | 放出駅 - 八尾駅       | 10.4 km  | 城東貨物線 | 2008年3月15日  | 貨物支線 おおさか東線 放出駅 - 久宝寺駅間開業に伴い廃止                                                              |
| 幹線       | 片町線   | 鴫野駅 - 神崎川信号場 | 6.9 km   | 城東貨物線 | 2019年3月16日  | 貨物支線 おおさか東線 新大阪駅 - 鴫野駅間開業に伴い廃止                                                              |
| 幹線       | 美祢線   | 南大嶺駅 - 大嶺駅     | 2.8 km   | 大嶺支線   | 1997年4月1日   | 船鉄バスに転換 |
| 幹線       | 関西本線 | 八尾駅 - 杉本町駅     | 11.3 km  | 阪和貨物線 | 2009年3月31日  | 貨物支線 |
| 幹線       | 北陸本線 | 敦賀駅 - 大聖寺駅     | 84.3 km  |            | 2024年3月16日  | 北陸新幹線 金沢駅 - 敦賀駅間開業に伴い経営分離 ハピラインふくいに移管                                                |
| 幹線       | 北陸本線 | 大聖寺駅 - 金沢駅     | 46.4 km  |            | 2024年3月16日  | 北陸新幹線 金沢駅 - 敦賀駅間開業に伴い経営分離 IRいしかわ鉄道に移管                                                  |
| 幹線       | 北陸本線 | 金沢駅 - 倶利伽羅駅   | 17.8 km  |            | 2015年3月14日  | 北陸新幹線 長野駅 - 金沢駅間開業に伴い経営分離 IRいしかわ鉄道に移管                                                  |
| 幹線       | 北陸本線 | 倶利伽羅駅 - 市振駅   | 100.1 km |            | 2015年3月14日  | 北陸新幹線 長野駅 - 金沢駅間開業に伴い経営分離 あいの風とやま鉄道に移管                                              |
| 幹線       | 北陸本線 | 市振駅 - 直江津駅     | 59.3 km  |            | 2015年3月14日  | 北陸新幹線 長野駅 - 金沢駅間開業に伴い経営分離 えちごトキめき鉄道に移管                                              |
| 地方交通線 | 信楽線   | 貴生川駅 - 信楽駅     | 14.8 km  |            | 1987年7月13日  | 第1次特定地方交通線の指定を受けて廃止 信楽高原鐵道に転換                                                             |
| 地方交通線 | 岩日線   | 川西駅 - 錦町駅       | 32.7 km  |            | 1987年7月25日  | 第2次特定地方交通線の指定を受けて廃止 錦川鉄道に転換                                                                 |
| 地方交通線 | 若桜線   | 郡家駅 - 若桜駅       | 19.2 km  |            | 1987年10月14日 | 第1次特定地方交通線の指定を受けて廃止 若桜鉄道に転換                                                                 |
| 地方交通線 | 能登線   | 穴水駅 - 蛸島駅       | 61.1 km  |            | 1988年3月25日  | 第3次特定地方交通線の指定を受けて廃止 のと鉄道に転換後、2005年4月1日に廃止（能登中央バスと奥能登観光開発に転換）     |
| 地方交通線 | 宮津線   | 西舞鶴駅 - 豊岡駅     | 83.6 km  |            | 1990年4月1日   | 第3次特定地方交通線の指定を受けて廃止 北近畿タンゴ鉄道に転換 2015年4月1日に運行をWILLER TRAINS（京都丹後鉄道）に移管 |
| 地方交通線 | 鍛冶屋線 | 野村駅 - 鍛冶屋駅     | 13.2 km  |            | 1990年4月1日   | 第3次特定地方交通線の指定を受けて廃止 神姫バス（現・神姫グリーンバス）に転換 野村駅は現在の西脇市駅                  |
| 地方交通線 | 大社線   | 出雲市駅 - 大社駅     | 7.5 km   |            | 1990年4月1日   | 第3次特定地方交通線の指定を受けて廃止 一畑電気鉄道バスに転換                                                         |
| 地方交通線 | 七尾線   | 穴水駅 - 輪島駅       | 20.4 km  |            | 2001年4月1日   | 1991年9月1日に第一種鉄道事業を廃止し、第三種鉄道事業に変更 以降はのと鉄道が第二種鉄道事業者 能登中央バスに転換       |
| 地方交通線 | 可部線   | 可部駅 - 三段峡駅     | 46.2 km  |            | 2003年12月1日  | 広電バス・広島交通に転換                                                                                             |
| 地方交通線 | 富山港線 | 富山駅 - 岩瀬浜駅     | 8.0 km   |            | 2006年3月1日   | LRT化し同年4月29日に富山ライトレールの路線として再開業、2020年より富山地方鉄道が運営                                 |
| 地方交通線 | 三江線   | 三次駅 - 江津駅       | 108.1 km |            | 2018年4月1日   | 石見交通バス・大和観光バス・備北交通バスなどに転換                                                                   |

#### 予定路線
| 分類 | 路線名     | 区間                           | 延長   | 開業予定 | 備考                                                                                             |
| ---- | ---------- | ------------------------------ | ------ | -------- | ------------------------------------------------------------------------------------------------ |
| 未定 | なにわ筋線 | 大阪駅（地下ホーム）- JR難波駅 | 3.9 km | 2031年春 | 関西高速鉄道が第三種鉄道事業者として鉄道施設を整備・保有し、JR西日本は第二種鉄道事業者となる計画 |

### 航路
JR西日本が直営していた鉄道連絡船。現在も運航しているJR系で唯一の国内航路。2009年4月1日にJR西日本宮島フェリーに移管。
| 路線名   | 区間                  | 営業キロ | 備考                                                               |
| -------- | --------------------- | -------- | ------------------------------------------------------------------ |
| 宮島航路 | 宮島口桟橋 - 宮島桟橋 | 1.0 km   | 運航キロは 2.0 km だが、並行する他の航路を考慮して営業キロを設定。 |

## 他社との共同使用駅
本節内において、アーバンネットワーク内など公式な愛称が制定されている路線名に関しては正式名称（愛称）の形式で表記する。

### JR他社
JR北海道以外の全てのJR他社との境界駅がある。また、JR西日本はJRグループ各社の中で境界駅が最も多い。

#### 他社分界駅
○印側の事業者が管轄している。
| 駅名       | 自社路線名                                        | 他社路線名 （事業者名）              | 備考                                                                             |
| ---------- | ------------------------------------------------- | ------------------------------------ | -------------------------------------------------------------------------------- |
| 上越妙高駅 | 北陸新幹線                                        | ○北陸新幹線 （JR東日本）             |                                                                                  |
| 南小谷駅   | 大糸線                                            | ○大糸線 （JR東日本）                 |                                                                                  |
| 米原駅     | ○東海道本線、北陸本線（琵琶湖線）                 | 東海道本線、○東海道新幹線 （JR東海） | 東海道新幹線部分はJR東海が、それ以外はJR西日本が管轄する共同使用駅。             |
| 亀山駅     | 関西本線                                          | ○関西本線、紀勢本線 （JR東海）       |                                                                                  |
| 新宮駅     | ○紀勢本線                                         | 紀勢本線 （JR東海）                  |                                                                                  |
| 猪谷駅     | ○高山本線                                         | 高山本線 （JR東海）                  |                                                                                  |
| 新大阪駅   | 山陽新幹線、○東海道本線（JR京都線）、おおさか東線 | ○東海道新幹線 （JR東海）             | 東海道新幹線、山陽新幹線部分はJR東海が、それ以外はJR西日本が管轄する共同使用駅。 |
| 児島駅     | ○本四備讃線                                       | 本四備讃線 （JR四国）                |                                                                                  |
| 下関駅     | ○山陽本線                                         | 山陽本線 （JR九州）                  |                                                                                  |
| 博多駅     | ○山陽新幹線、博多南線                             | 九州新幹線、○鹿児島本線 （JR九州）   | 鹿児島本線部分はJR九州が、それ以外はJR西日本が管轄する共同使用駅。               |

#### 分界駅以外の共同使用駅
いずれも各社が自社線部分を管轄する共同使用駅である。
| 駅名   | 自社路線名                                                     | 他社路線名 （事業者名）         |
| ------ | -------------------------------------------------------------- | ------------------------------- |
| 京都駅 | 東海道本線（JR京都線・琵琶湖線）、山陰本線（嵯峨野線）、奈良線 | 東海道新幹線 （JR東海）         |
| 小倉駅 | 山陽新幹線                                                     | 鹿児島本線、日豊本線 （JR九州） |

### 私鉄・第三セクター

#### 直通運転における分界駅
○印側の事業者が管轄している。○印が無い駅は改札口が分かれており、各社が自社線部分を管轄する。
| 駅名       | 自社路線名           | 他社路線名 （事業者名）                      | 備考                                                                  |
| ---------- | -------------------- | -------------------------------------------- | --------------------------------------------------------------------- |
| 高岡駅     | 城端線、氷見線       | ○あいの風とやま鉄道線 （あいの風とやま鉄道） | 直通運転は城端線のみ実施。                                            |
| 津幡駅     | 七尾線               | ○IRいしかわ鉄道線 （IRいしかわ鉄道）         |                                                                       |
| 越前花堂駅 | 越美北線（九頭竜線） | ○ハピラインふくい線 （ハピラインふくい）     |                                                                       |
| 福知山駅   | 山陰本線、福知山線   | 宮福線 （WILLER TRAINS）                     | 直通運転は山陰本線のみ実施。 両社の直通列車はJR西日本のホームを発着。 |
| 郡家駅     | ○因美線              | 若桜線 （若桜鉄道）                          |                                                                       |
| 智頭駅     | 因美線               | 智頭線 （智頭急行）                          | 両社の直通列車はJR西日本のホームを発着。                              |
| 上郡駅     | 山陽本線             | 智頭線 （智頭急行）                          | 両社の直通列車はJR西日本のホームを発着。                              |
| 神辺駅     | 福塩線               | 井原線 （井原鉄道）                          | 両社の直通列車はJR西日本のホームを発着。                              |
| 川西駅     | ○岩徳線              | 錦川清流線 （錦川鉄道）                      |                                                                       |

#### 直通運転を行わない共同使用駅
新幹線単独駅との共同使用駅は除外する。
○印側の事業者が管轄している。○印が無い駅は改札口が分かれており、各社が自社線部分を管轄する。
| 駅名              | 自社路線名                                | 他社路線名 （事業者名）                      | 備考                                                                                   |
| ----------------- | ----------------------------------------- | -------------------------------------------- | -------------------------------------------------------------------------------------- |
| 糸魚川駅          | ○北陸新幹線、大糸線                       | ○日本海ひすいライン （えちごトキめき鉄道）   | 北陸新幹線部分はJR西日本が、それ以外はえちごトキめき鉄道が管轄する共同使用駅。         |
| 富山駅            | ○北陸新幹線、高山本線                     | ○あいの風とやま鉄道線 （あいの風とやま鉄道） | 北陸新幹線部分はJR西日本が、それ以外はあいの風とやま鉄道が管轄する共同使用駅。         |
| 七尾駅 和倉温泉駅 | ○七尾線                                   | 七尾線 （のと鉄道）                          | 七尾駅 - 和倉温泉駅間はJR西日本とのと鉄道との重複区間。                                |
| 敦賀駅            | ○北陸新幹線、北陸本線、小浜線             | ハピラインふくい線 （ハピラインふくい）      |                                                                                        |
| 粟生駅            | ○加古川線                                 | 北条線 （北条鉄道） 粟生線 （神戸電鉄）      | 神戸電鉄のりばに中間改札設置。                                                         |
| 貴生川駅          | ○草津線                                   | 信楽線 （信楽高原鐵道）                      |                                                                                        |
| 伊賀上野駅        | ○関西本線                                 | 伊賀線 （伊賀鉄道）                          |                                                                                        |
| 柏原駅            | ○関西本線（大和路線）                     | 道明寺線 （近畿日本鉄道）                    |                                                                                        |
| 吉野口駅          | ○和歌山線                                 | 吉野線 （近畿日本鉄道）                      |                                                                                        |
| りんくうタウン駅  | 関西空港線                                | ○空港線 （南海電気鉄道）                     |                                                                                        |
| 関西空港駅        | 関西空港線                                | 空港線 （南海電気鉄道）                      | 運行管理は両線ともJR西日本が担当。                                                     |
| 和歌山駅          | ○紀勢本線（きのくに線）、阪和線、和歌山線 | 貴志川線 （和歌山電鐵）                      | 貴志川線のりばに中間改札設置。                                                         |
| 御坊駅            | ○紀勢本線（きのくに線）                   | 紀州鉄道線 （紀州鉄道）                      |                                                                                        |
| 和歌山市駅        | 紀勢本線                                  | 南海本線 和歌山港線 （南海電気鉄道）         | 2017年まではJR西日本の部分も南海が管轄。改札分離以降も旅客設備は南海仕様となっている。 |
| 総社駅            | 伯備線、吉備線（桃太郎線）                | 井原線 （井原鉄道）                          |                                                                                        |
| 清音駅            | 伯備線                                    | 井原線 （井原鉄道）                          |                                                                                        |

## ダイヤ
ダイヤ改正は3月に実施することが多く、他のJR各社に合わせて実施される。2000年代半ばまでは3月のほかに、地域単位で独自にダイヤ改正を実施することもあった。

## 列車
JR西日本発足以降に同社の路線で運行されている、もしくはかつて運行されていた愛称付きの列車を挙げる（2025年3月15日改正時点。廃止列車は廃止時点）。種別が変更された列車は変更後のもので記載し、他社の車両による運行のものはその会社名も記載する。詳細は各列車の記事を参照。

### 現行列車

#### 新幹線
- 東海道・山陽新幹線
  - のぞみ（一部はJR東海）
  - ひかり（一部はJR東海）
    - ひかりレールスター（正式列車名は「ひかり」）

  - こだま（一部はJR東海・JR九州）
- 山陽・九州新幹線
  - みずほ（一部はJR九州）
  - さくら（一部はJR九州）
  - つばめ（一部はJR九州）[注釈 16]
- 北陸新幹線
  - かがやき（一部はJR東日本）
  - はくたか（一部はJR東日本）
  - つるぎ（一部はJR東日本の車両を使用するがJR西日本線内のみの運行）

#### 在来線
- 特急列車
  - サンダーバード
  - しらさぎ
  - 能登かがり火
  - 花嫁のれん（臨時）
  - らくラクびわこ
  - らくラクはりま
  - らくラクやまと
  - はるか
  - まほろば
  - くろしお
  - こうのとり
  - きのさき
  - はしだて（一部は京都丹後鉄道）
  - まいづる（一部は京都丹後鉄道）
  - はまかぜ
  - スーパーはくと（智頭急行）
  - スーパーいなば
  - やくも
  - スーパーおき
  - スーパーまつかぜ
  - ひだ（JR東海）
  - 南紀（JR東海）
  - しおかぜ（JR四国）
  - 南風（JR四国・土佐くろしお鉄道[注釈 17]）
  - うずしお（JR四国）
  - サンライズ出雲（一部はJR東海）
  - サンライズ瀬戸（一部はJR東海）
  - WEST EXPRESS 銀河（臨時）
- 快速列車
  - 新快速
  - 関空快速
  - 紀州路快速
  - 大和路快速
  - みやこ路快速
  - 丹波路快速
  - とっとりライナー
  - みなとライナー（臨時）
  - ことぶき
  - マリンライナー（一部はJR四国）
  - シティライナー
  - 通勤ライナー
  - 安芸路ライナー
  - みよしライナー
- 観光列車
  - ベル・モンターニュ・エ・メール（愛称：べるもんた）
  - ラ・マル せとうち
  - ラ・マル しまなみ
  - ラ・マル ことひら
  - ラ・マル 備前長船
  - SLやまぐち号
  - ○○のはなし
  - あめつち
  - etSETOra
- クルーズトレイン
  - TWILIGHT EXPRESS 瑞風

### 廃止列車

#### 新幹線
- 東海道・山陽新幹線
  - ひかり（以下は全て旅客案内上用いられた通称であり、正式列車名は全て「ひかり」）
    - ウエストひかり
    - グランドひかり
    - シャトルひかり・ウィークエンドひかり・ファミリーひかり

#### 在来線
- 特急列車
  - 白鳥
  - 雷鳥・スーパー雷鳥
  - ゆぅトピア和倉（臨時）
  - 加越
  - （ワイドビュー）しなの（JR東海）[注釈 18]
  - 白山
  - きらめき
  - かがやき
  - はくたか（一部は北越急行）
  - 北越（JR東日本）
  - ダイナスター
  - おはようエクスプレス・おやすみエクスプレス
  - ビジネスサンダーバード（臨時）
  - びわこエクスプレス
  - スーパーくろしお・オーシャンアロー
  - 北近畿
  - あさしお
  - たんば
  - 文殊
  - タンゴエクスプローラー（当時:北近畿タンゴ鉄道）
  - タンゴディスカバリー（当時:北近畿タンゴ鉄道）
  - エーデル丹後
  - エーデル北近畿
  - エーデル鳥取
  - はくと
  - いなば
  - スーパーやくも
  - くにびき・スーパーくにびき
  - おき
  - いそかぜ
  - 北陸（JR東日本）
  - つるぎ
  - トワイライトエクスプレス（臨時）
  - 日本海（臨時）
  - 出雲（JR東日本）
  - 瀬戸
  - 富士（JR九州）
  - はやぶさ（JR九州）
  - さくら（JR東日本・JR九州）
  - みずほ（JR東日本・JR九州）
  - あさかぜ
  - 彗星
  - あかつき
  - なは（JR九州）
  - 北アルプス（名古屋鉄道）
- 急行列車
  - 銀河
  - きたぐに
  - 能登路
  - 能登
  - ちくま（JR東海）
  - くろよん（臨時）
  - たかやま
  - のりくら（JR東海）
  - かすが（JR東海）
  - エメラルド（臨時）
  - 丹後
  - 但馬
  - わかさ
  - だいせん
  - みやづ
  - つやま
  - 砂丘
  - みささ
  - みまさか
  - ちどり
  - たいしゃく
  - みよし
  - さんべ
  - ながと
- 快速列車
  - ホリデーライナーかなざわ
  - みえ（JR東海）[注釈 19]
  - 関空特快「ウイング」
  - 備讃ライナー
  - チボリ号（臨時）
  - 石見ライナー
  - アクアライナー
  - サンライナー
  - やまぐちライナー
  - のぞみリレー号
  - 山陰海岸ジオライナー（臨時）
  - ムーンライト九州（臨時）
  - ムーンライト山陽（臨時）
  - ムーンライト高知（臨時）
  - ムーンライト松山（臨時）
  - ムーンライト八重垣（臨時）
  - ホームライナー
    - びわこライナー
    - ほくせつライナー
    - はんわライナー
    - やまとじライナー
- 観光列車
  - みすゞ潮彩
  - 瀬戸内マリンビュー
  - SL北びわこ号
  - 奥出雲おろち号

## 車両
2024年4月現在の保有車両数は6,412両で、内訳は次の通り。
| 蒸気 機関車 | 電気 機関車 | ディーゼル 機関車 | 電車  | 気動車 | 客車 | 貨車 | 新幹線 電車 | 合計  |
| ----------- | ----------- | ----------------- | ----- | ------ | ---- | ---- | ----------- | ----- |
| 5           | 10          | 28                | 4,446 | 455    | 17   | 148  | 1,303       | 6,412 |

### 概説
山陽新幹線や京阪神発着の特急列車（北陸本線、紀勢本線、山陰地区）、近畿圏の在来線である「アーバンネットワーク」エリアでは列車の増発やスピードアップに対応した新型車両を積極的に導入している。山陽新幹線では500系電車を開発して日本国内初の300km/h営業運転を行い、東海道・山陽本線では、新快速・快速に221系電車が導入されて以降は、普通・快速用車両に積極的に新型車両が導入されてきた。在来線車両は、221系電車が新設計された際に打ち出された「明るく静かで快適な車両」または「明るく静かで快適な乗り心地」というコンセプトによって製造されている。このように、アーバンネットワークでの新車投入を優先したことから在来線特急列車の新造投入は1992年（681系）と、JR6社の中で最も遅い。
アーバンネットワーク以外の中国・北陸地域では、他社との競合路線があまりない上、厳しい経営環境を反映して、国鉄から承継した103系・201系・105系・113系・115系・457系の各電車やキハ40系気動車などの車両に40年から50年程度の使用を見据えた延命工事や観光列車化改造を施して使用している例が多い。JR西日本が投入した新製一般型車両で地元負担を伴わない（JR西日本独自の判断で導入した）車両は非電化ローカル線の体質改善用に1991年から1995年にかけて管内ほぼ全域に投入されたキハ120形気動車（89両）と、瀬戸大橋線の快速「マリンライナー」用として2003年に岡山地区に投入された223系5000番台（14両） の2系列103両にとどまっており、例えば広島市は人口100万人を超える政令指定都市であるにもかかわらず、広島地区（広島シティネットワーク）では国鉄民営化以降、2015年に新型車両（227系）が投入されるまで国鉄時代からの車両で占められていた。同様に政令指定都市である岡山市がある岡山地区は快速「マリンライナー」を除き、ほぼ全てが国鉄型車両であったが、2023年から227系に順次置き換えが進められており、最後の国鉄型電車特急となった伯備線の「やくも」の381系も2024年春に273系に置き換えられた。一般形気動車については約6割が国鉄時代に製造されたキハ40系列を占めており、先述のキハ120形を除くと、2000年から2003年にかけて山陰地区に投入されたキハ121・126系と2008年・2009年に姫新線向けに投入されたキハ122・127系の2例しかなく、JR東日本やJR九州と異なり、蓄電池式電車の導入計画もない。
2010年代以降はアーバンネットワークでの車両新造投入が一通り完了した一方で、他地区では車両の老朽化が著しくなったため、北陸地区の419系・475系・457系・415系置き換えを目的に配備された521系（2009年以降配備の2次車・3次車の98両、2020年以降配備の七尾線向け30両）、広島地区の115系置き換えを目的に配備された227系（2014年以降の5年間で276両投入）など、JR西日本の経営判断に基づく地方線区向けの新製車両も登場している。
また、京阪神地区でも一部で国鉄車両が残存しており、奈良線・加古川線・播但線では2025年3月15日改正時点でも国鉄車両が運行されている。福知山線では2015年まで、大阪環状線・桜島線では2019年まで、阪和線では2020年3月、おおさか東線では2022年3月、草津線・湖西線では2023年4月まで国鉄車両が運行されていた。大和路線の国鉄車両201系は221系への置き換えにより2025年3月14日で運行を終了した。
かつてはJR旅客6社で唯一、自社が保有する営業車両が他のJR旅客5社すべてに乗り入れている会社であったが、2015年に臨時寝台特急「トワイライトエクスプレス」が廃止されたため、JR北海道への乗り入れはなくなった。その他4社へはその後もJR西日本が保有する営業車両が乗り入れている。他社エリアの都道府県では、東海道新幹線および在来線で岐阜県、愛知県、静岡県、神奈川県、東京都に、在来線で香川県に、北陸・九州新幹線でさらに群馬県、埼玉県、佐賀県、熊本県、鹿児島県に乗り入れている。JR旅客6社の中で自社車両が乗り入れる他社エリアの都道府県の数はJR西日本が最も多い。
車両は大部分が近畿車輛と川崎重工業にて製造されており、一部に日本車輌製造、日立製作所、新潟トランシス 製が存在する。電車の制御装置は三菱電機、東芝製が大多数を占め、一部に日立製作所、東洋電機製造製のものが存在する。気動車のエンジンは小松製作所のSA6D125系・SA6D140系を標準としている。なお、JR西日本では電車の制御装置や台車には社内形式が存在するものの、ディーゼルエンジンに社内形式を付与していない。
また、他のJRグループと共同で車両開発することも多く、JR東海とは東海道・山陽新幹線用700系・N700系および寝台特急用の285系を、JR九州とは九州新幹線直通用のN700系を、JR東日本とは北陸新幹線用のW7系（E7系）をそれぞれ開発している。
マスター・コントローラーは221系以降、関西の私鉄・地下鉄と同様の横軸ツインレバー式を採用している。新幹線500系もこの方式を踏襲しており、新幹線電車では唯一の事例となっている。
221系以来、在来線車両の所属表記は妻面に記される（新幹線車両と同じ）のが通例であったが、521系3次車・227系以降は国鉄時代や他のJR旅客会社と同じように側面に記されるようになり、207系は体質改善工事で所属表記の位置を移動している。
2009年からは経費削減対策の一環として、それまで地域・路線ごとに異なっていた鋼製一般型車両の車体色を単色に変更しており、電車は瀬戸内地区が黄色、京都・北近畿地区が深緑色、和歌山地区が青緑色、北陸地区が青色、七尾線が茜色の単色にそれぞれ変更された。また、気動車は一部を除き全地域朱色5号で統一されており、JR発足後に登場したキハ120形200番台も朱色5号に塗装変更されている。

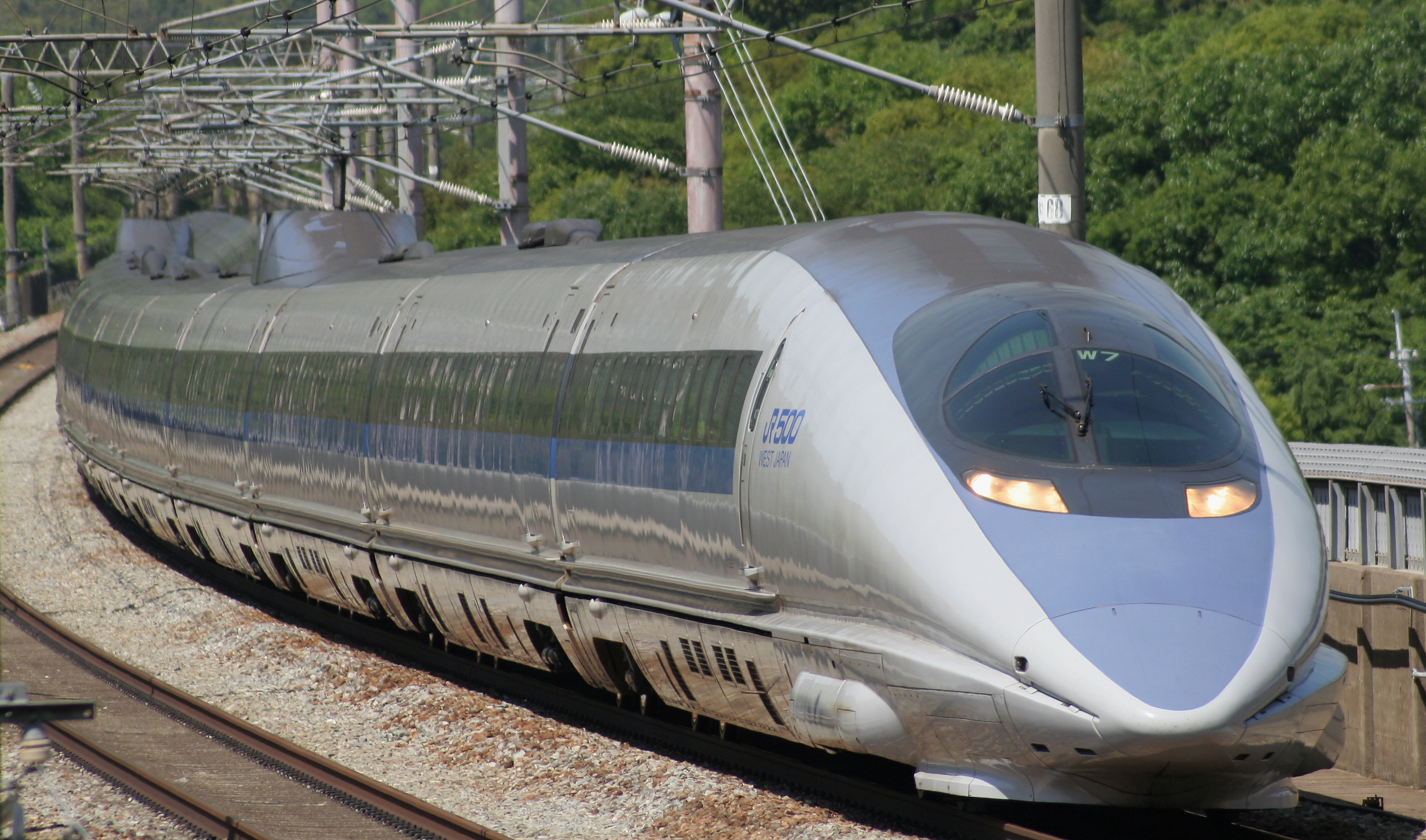
東海道・山陽新幹線「のぞみ」に使われた500系。2008年からは「こだま」で使用。
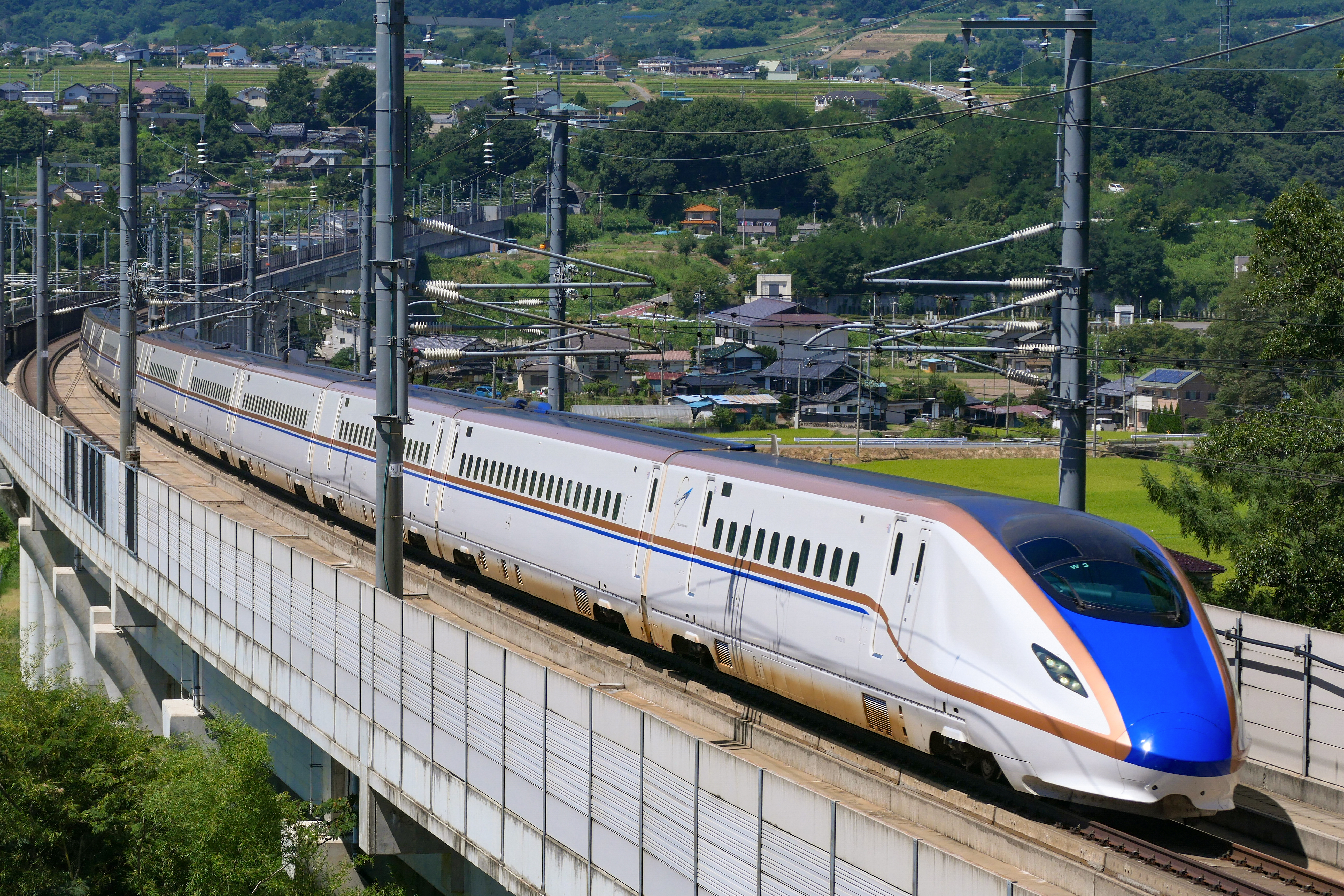
北陸新幹線 W7系
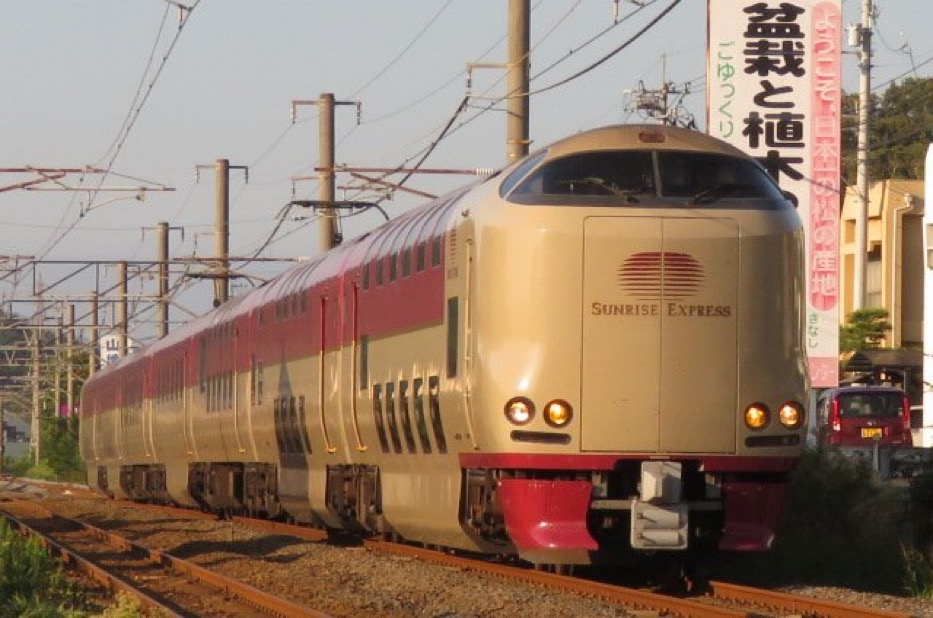
サンライズエクスプレス 285系
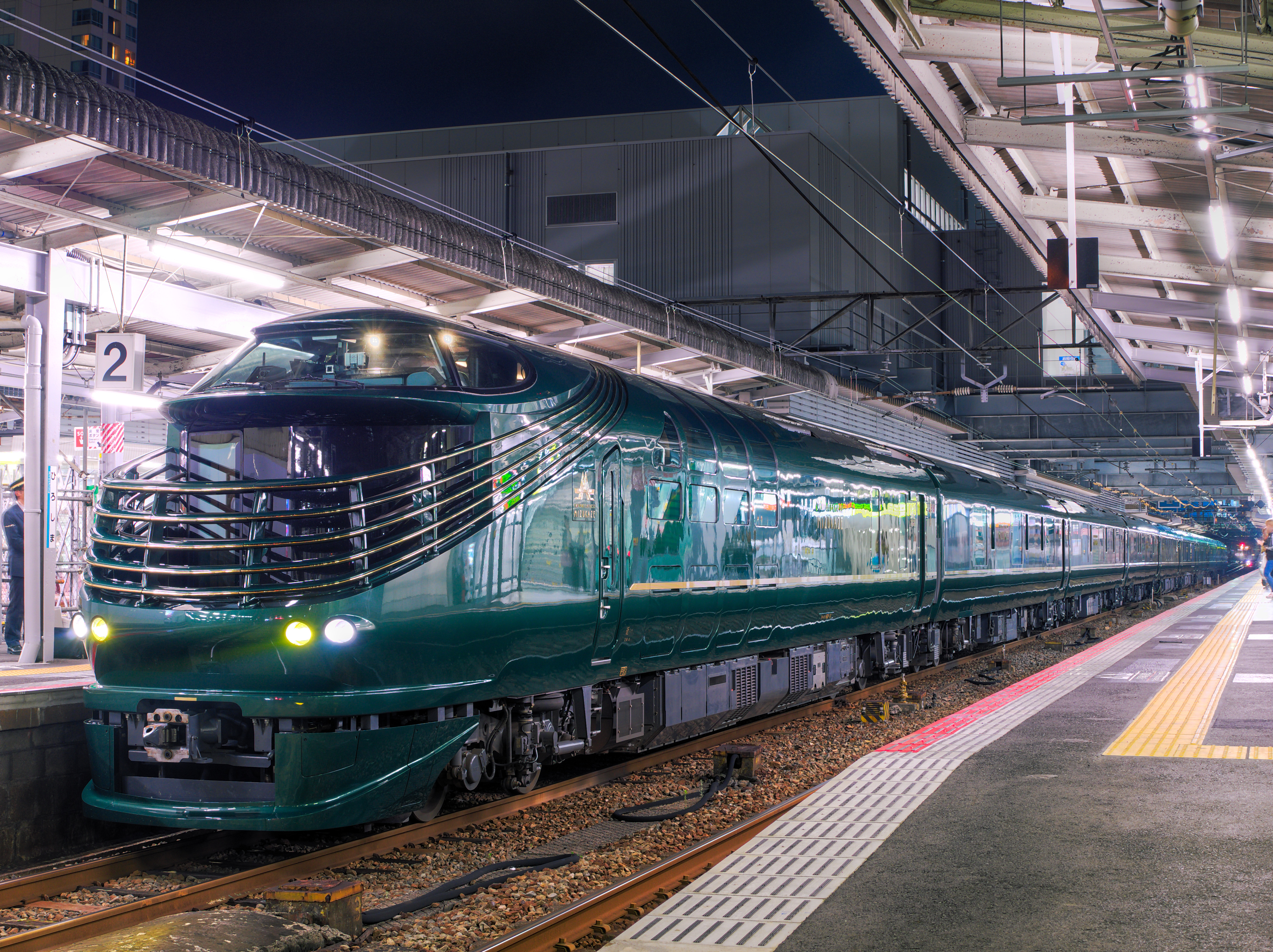
TWILIGHT EXPRESS 瑞風 87系
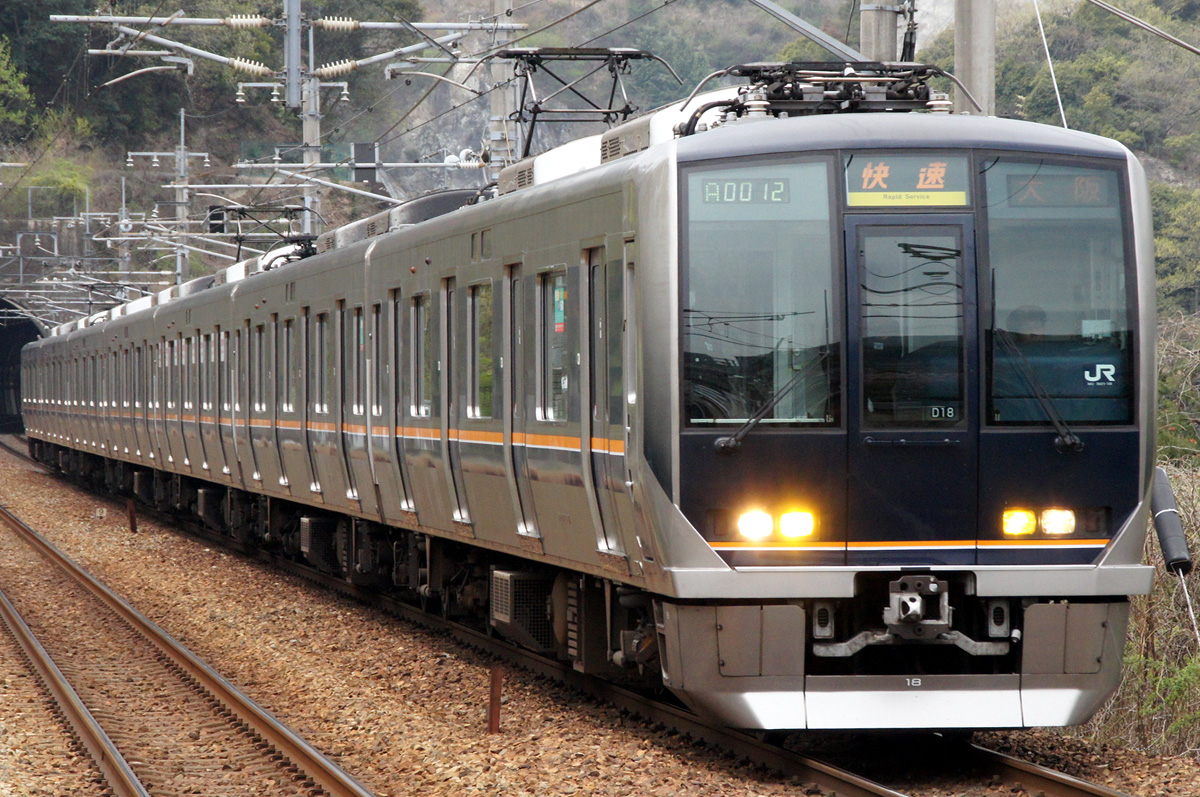
321系
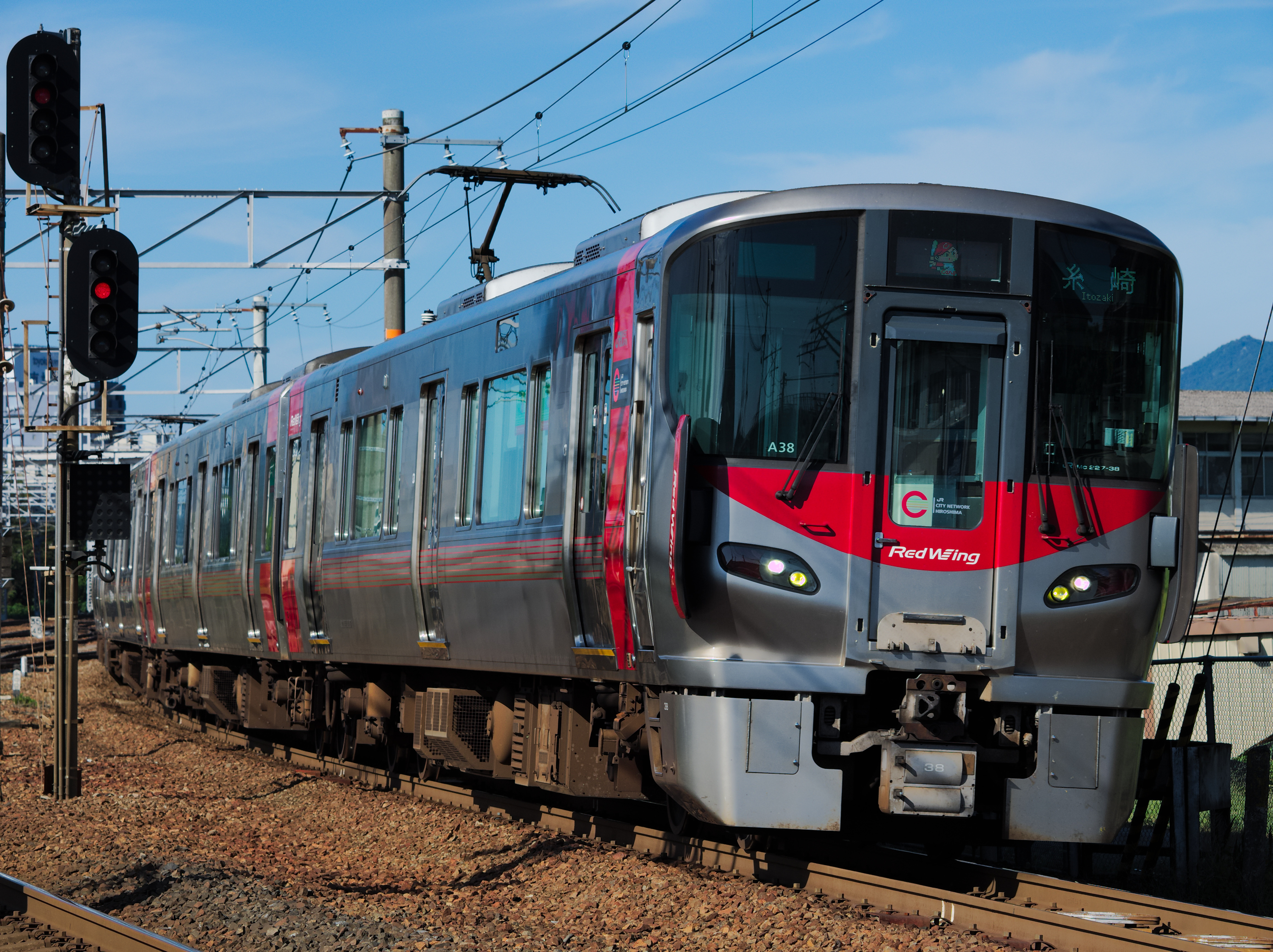
227系
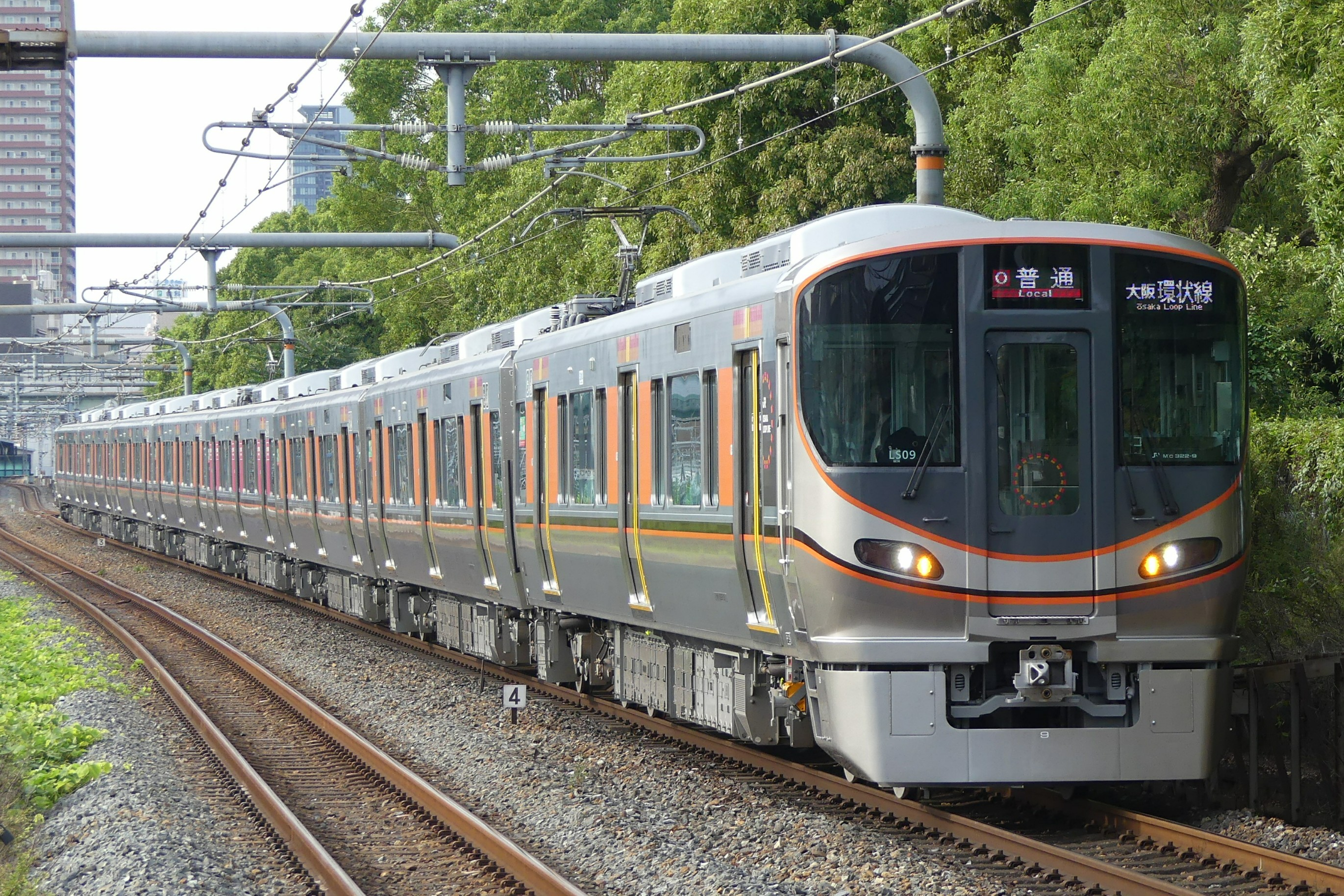
323系

### 沿線負担による新車導入
JR西日本管内の路線で高速化・電化事業を行う場合、受益者負担の一環として、高速化・電化に対応した新型車両の購入費用を地元自治体からの融資で導入しており、運用区間は原則負担した自治体内あるいは自治体の受益にかなう範囲内に限定されるなどの特徴がある。このような形で整備された車両には以下のものがある（※印の車両は自治体からJRへの無利子貸し付けにより整備された車両）。
| 形式                                              | 導入年 | 対象事業 | 事業線区・区間                                        | 関係自治体                    | 出典            |
| ------------------------------------------------- | ------ | -------- | ----------------------------------------------------- | ----------------------------- | --------------- |
| キハ187系気動車 キハ121系気動車※ キハ126系気動車※ | 2001年 | 高速化   | 山陰本線安来駅 - 益田駅間                             | 島根県                        | [ 177 ] [ 178 ] |
| キハ187系気動車 キハ121系気動車※ キハ126系気動車※ | 2003年 | 高速化   | 山陰本線鳥取駅 - 米子駅間 因美線鳥取駅 - 智頭駅間     | 鳥取県                        | [ 177 ] [ 179 ] |
| 125系電車（1次車）                                | 2003年 | 電化     | 小浜線敦賀駅 - 東舞鶴駅間                             | 福井県                        | [ 180 ]         |
| 125系電車（3次車） 521系電車（1次車）             | 2006年 | 直流化   | 北陸本線長浜駅 - 敦賀駅間 湖西線永原駅 - 近江塩津駅間 | 滋賀県 福井県                 | [ 181 ]         |
| キハ122系気動車※ キハ127系気動車※                 | 2009年 | 高速化   | 姫新線姫路駅 - 上月駅間                               | 兵庫県 姫路市 たつの市 佐用町 | [ 182 ]         |

さらに、既存車両の設備改善においても、延命措置に伴うリニューアル以上の設備改善を行う場合に同様のスキームを適用している事例がある（和歌山県内で走行する105系への車いす対応トイレの新設、広島・山口地区向け観光列車に使用するキハ47形7000番台の改造費用など）。これは、管内の自治体の間でJRに対する支援を積極的に行うか否かでサービス格差を生じさせる結果となり、さらには経営判断に基づき自社負担で新造車両を多く導入しているアーバンネットワークを含めてサービス格差が生じている。
地元自治体の負担で投入された車両はキハ122系・キハ127系気動車が最後であり、これ以降の新型車両はJR西日本の自己負担で導入されている。

### 新世代車体傾斜式車両の開発
JR西日本では1993年12月20日に、新世代の車体傾斜式車両として「WEST-21」構想を発表した。これは、1両の車体長を従来車の半分の10mに、車体の高さを50cm低くして、連接台車ながら車輪は1軸として蛇のようにクネクネと動く車両を開発し、最高速度を120km/hから130km/hへの向上を目指すというもので、6年後を目処に伯備線や紀勢本線で運転を開始するとしていた（タルゴも参照）。
その後、JR西日本からの「WEST-21」構想に関する動向の発表はなく、紀勢本線で「くろしお」に運用されている381系（自然振り子式車両）の置き換え用としては、低重心構造ながら車体傾斜機能をもたない287系が導入されることになり、上述の新世代車両の導入には至っていない。

### 蒸気機関車の保存運転
JR西日本は、国鉄時代に開館された蒸気機関車 (SL) の動態保存施設である梅小路蒸気機関車館（現在の京都鉄道博物館）を引き継ぐとともに、山口線をはじめとして、自社内や走行可能な蒸気機関車を保有していないJR東海・四国での蒸気機関車保存運転や、蒸気機関車を復活させたJR各社の運転士（機関士）の養成も請け負っている。

## 現業機関

### 車両工場
- 在来線工場
  - 金沢総合車両所「KZ」（金沢支社）
  - 吹田総合車両所（近畿統括本部）
  - 梅小路運転区「梅」（近畿統括本部） - 蒸気機関車専門。鷹取工場閉鎖により業務移管。
  - 網干総合車両所「AB」（近畿統括本部） - 鷹取工場閉鎖により業務移管。
  - 後藤総合車両所「GT」（中国統括本部）
  - 下関総合車両所「SS」（中国統括本部） - 旧国鉄幡生工場→下関地域鉄道部下関車両センター。
- 新幹線工場
  - 博多総合車両所「幹ハカ」（山陽新幹線統括本部）
  - 白山総合車両所「金ハク」（金沢支社）
- 廃止された工場
  - 鷹取工場「TT」（神戸支社） - 2000年廃止。

## 鉄道部
JR西日本では、地域行事にあわせた臨時列車の設定や観光列車の運行、新駅開業、新車導入など地域のニーズに即したサービスを円滑に行うこと、地域の要望に沿った列車ダイヤ作成を目的に地方交通線を中心に鉄道部を設置している。1995年以降にはこの方針を幹線にも応用した地域鉄道部も設置している。各鉄道部・地域鉄道部によりその形態は様々に異なる。
なお、2004年以降は安全面に対する設備投資が抑制されてきたこと、いわゆる団塊世代の退職による技術力の低下が懸念されてきたことから、鉄道部制度の見直しに着手した。

### 地域鉄道部
- 福井地域鉄道部
- 敦賀地域鉄道部

### 鉄道部
- 北陸広域鉄道部
- 七尾鉄道部
- 王寺鉄道部
- 鳥取鉄道部
- 木次鉄道部
- 浜田鉄道部
- 三次鉄道部
- 長門鉄道部

## 運賃
大人普通旅客運賃（小児半額・10円未満の端数切り下げ）。2025年（令和7年) 4月1日改定。2023年（令和5年）4月1日電車特定区間で鉄道駅バリアフリー料金収受開始。
- 幹線と地方交通線を跨ぐ場合、10kmまでは地方交通線の運賃を適用する。11kmからは幹線の営業キロと地方交通線の換算キロを合算し、幹線の運賃を適用する。
- 電車特定区間と幹線を跨ぐ場合、幹線の運賃を適用する。
- 特定都区市内である京都市内、大阪市内、神戸市内、広島市内にある駅と、その特定都区市内の中心駅からの片道の営業キロが200kmを超える駅との相互間の片道普通旅客運賃は、中心駅を起点または終点とした営業キロまたは運賃計算キロによって計算する。
  - 京都市内の中心駅は京都駅である。山陰本線保津峡駅は亀岡市にあるが、1989年に移転する前は京都市西京区にあったため、また現在もホームの一部が京都市の市域を含むため、現在も「京都市内」として扱う。
  - 大阪市内の中心駅は大阪駅である。おおさか東線の一部の駅は大阪市外にあるが、「大阪市内」として扱う（久宝寺駅を除く）。
    - 「大阪市内」発着の特例として、当日中に大阪駅とJR東西線北新地駅の間を徒歩連絡する場合に限り、大阪駅または北新地駅で途中出場が可能。

  - 神戸市内の中心駅は神戸駅である。福知山線道場駅は神戸市北区にあるが、「神戸市内」としては扱われない。
    - 「神戸市内」発着の特例として、当日中に山陽新幹線新神戸駅と、三ノ宮駅、元町駅、神戸駅、新長田駅との間を乗り継ぐ場合に限り、これらの駅で途中出場が可能。

  - 広島市内の中心駅は広島駅である。山陽本線向洋駅は安芸郡府中町、海田市駅は安芸郡海田町にあるが、「広島市内」として扱う。
- 新大阪駅または大阪駅と、姫路駅より下り方面にある駅との相互間の片道普通旅客運賃は、大阪駅を起点または終点とした営業キロまたは運賃計算キロによって計算する。
- 北新地駅と、尼崎駅より下り方面にある駅との相互間の片道普通旅客運賃は、大阪駅を起点または終点とした営業キロまたは運賃計算キロによって計算する。
- 401km以上の幹線運賃は外部リンク参照のこと。
- 電車特定区間の運賃を適用する区間では、鉄道駅バリアフリー料金として10円を運賃に加算する（以下の運賃額は鉄道駅バリアフリー料金を含む）。

| 電車特定区間 | 電車特定区間 | 電車特定区間 | 電車特定区間 | 幹線      | 幹線       | 幹線      | 幹線       | 地方交通線 | 地方交通線 | 地方交通線 | 地方交通線 |
| キロ程       | 運賃（円）   | キロ程       | 運賃（円）   | キロ程    | 運賃（円） | キロ程    | 運賃（円） | キロ程     | 運賃（円） | キロ程     | 運賃（円） |
| ------------ | ------------ | ------------ | ------------ | --------- | ---------- | --------- | ---------- | ---------- | ---------- | ---------- | ---------- |
| 初乗り3km    | 150          | 101 - 120    | 1,880        | 初乗り3km | 150        | 101 - 120 | 1,980      | 初乗り3km  | 150        | 101 - 110  | 1,980      |
| 4 - 6        | 180          | 121 - 140    | 2,210        | 4 - 6     | 190        | 121 - 140 | 2,310      | 4 - 6      | 190        | 111 - 128  | 2,310      |
| 7 - 10       | 200          | 141 - 160    | 2,540        | 7 - 10    | 200        | 141 - 160 | 2,640      | 7 - 10     | 210        | 129 - 146  | 2,640      |
| 11 - 15      | 240          | 161 - 180    | 2,870        | 11 - 15   | 240        | 161 - 180 | 3,080      | 11 - 15    | 240        | 147 - 164  | 3,080      |
| 16 - 20      | 320          | 181 - 200    | 3,200        | 16 - 20   | 330        | 181 - 200 | 3,410      | 16 - 20    | 330        | 165 - 182  | 3,410      |
| 21 - 25      | 410          |              |              | 21 - 25   | 420        | 201 - 220 | 3,740      | 21 - 23    | 420        | 183 - 200  | 3,740      |
| 26 - 30      | 490          | 26 - 30      | 510          | 221 - 240 | 4,070      | 24 - 28   | 510        | 201 - 219  | 4,070      |            |            |
| 31 - 35      | 580          | 31 - 35      | 590          | 241 - 260 | 4,510      | 29 - 32   | 590        | 220 - 237  | 4,510      |            |            |
| 36 - 40      | 660          | 36 - 40      | 680          | 261 - 280 | 4,840      | 33 - 37   | 680        | 238 - 255  | 4,840      |            |            |
| 41 - 45      | 750          | 41 - 45      | 770          | 281 - 300 | 5,170      | 38 - 41   | 770        | 256 - 273  | 5,170      |            |            |
| 46 - 50      | 840          | 46 - 50      | 860          | 301 - 320 | 5,500      | 42 - 46   | 860        | 274 - 291  | 5,500      |            |            |
| 51 - 60      | 960          | 51 - 60      | 990          | 321 - 340 | 5,720      | 47 - 55   | 990        | 292 - 310  | 5,720      |            |            |
| 61 - 70      | 1,120        | 61 - 70      | 1,170        | 341 - 360 | 6,050      | 56 - 64   | 1,170      |            |            |            |            |
| 71 - 80      | 1,300        | 71 - 80      | 1,340        | 361 - 380 | 6,380      | 65 - 73   | 1,340      |            |            |            |            |
| 81 - 90      | 1,460        | 81 - 90      | 1,520        | 381 - 400 | 6,600      | 74 - 82   | 1,520      |            |            |            |            |
| 91 - 100     | 1,640        | 91 - 100     | 1,690        |           |            | 83 - 91   | 1,690      |            |            |            |            |
|              |              |              |              | 92 - 100  | 1,880      |           |            |            |            |            |            |

### 特定区間運賃
- 大阪駅付近の東海道本線、奈良線、福知山線、関西本線、阪和線の一部区間は、私鉄路線と競合するため、幹線運賃より低廉な特定区間運賃が設定されている。
  - 特定運賃区間内にある任意の2駅間を利用する場合で、乗降する区間の正規運賃が特定区間運賃より高くなった場合でも、特定区間運賃が採用される。
  - 以下の運賃額は鉄道駅バリアフリー料金（10円）を含む。

| 区間                        | 営業距離 | 正規運賃 | 特定区間運賃 |
| --------------------------- | -------- | -------- | ------------ |
| 大阪駅 - 京都駅             | 42.8 km  | 750円    | 580円        |
| 大阪駅・北新地駅 - 神戸駅   | 33.1 km  | 580円    | 460円        |
| 大阪駅・北新地駅 - 三ノ宮駅 | 30.6 km  | 580円    | 420円        |
| 大阪駅 - 高槻駅             | 21.2 km  | 410円    | 290円        |
| 大阪駅・北新地駅 - 宝塚駅   | 25.5 km  | 490円    | 340円        |
| 茨木駅 - 神戸駅             | 47.7 km  | 840円    | 730円        |
| 高槻駅 - 神戸駅             | 54.3 km  | 960円    | 830円        |
| 京都駅 - 神戸駅             | 75.9 km  | 1,300円  | 1,110円      |
| 京都駅 - 城陽駅             | 20.2 km  | 410円    | 380円        |
| 京都駅 - 新田駅             | 18.1 km  | 320円    | 310円        |
| 京都駅 - 奈良駅             | 41.7 km  | 770円    | 720円        |
| JR難波駅 - 奈良駅           | 41.0 km  | 750円    | 580円        |
| 天王寺駅 - 奈良駅           | 37.5 km  | 660円    | 510円        |
| 天王寺駅 - 和歌山駅         | 61.3 km  | 1,120円  | 900円        |

### 入場料金
150円（小児は70円）

## 一日平均乗車人員上位20駅
2020年度は データで見るJR西日本 より。それ以外は 大阪府統計年鑑、京都府統計年鑑、兵庫県統計書、広島県統計年鑑、岡山県統計年報 より。
は、右欄の乗車人員と比較して増（）、減（）を表す。
| 順位 | 駅名     | 所在地               | 2020年度 | 2015年度 | 2010年度 | 2005年度 | 2000年度 | 特記事項                                                                                          |
| ---- | -------- | -------------------- | -------- | -------- | -------- | -------- | -------- | ------------------------------------------------------------------------------------------------- |
| 1    | 大阪駅   | 大阪府大阪市北区     | 290,317  | 431,743  | 394,503  | 425,197  | 424,259  | 西日本の駅として第1位。 （梅田駅、東梅田駅、西梅田駅、北新地駅を含めた各社局線総合では世界第4位） |
| 2    | 京都駅   | 京都府京都市下京区   | 127,178  | 200,044  | 183,715  | 176,403  | 164,712  | 京都府内の駅として第1位。 JR東海の乗車人員を含まない。                                            |
| 3    | 天王寺駅 | 大阪府大阪市天王寺区 | 108,718  | 143,202  | 132,066  | 143,336  | 157,552  |                                                                                                   |
| 4    | 京橋駅   | 大阪府大阪市城東区   | 94,147   | 130,765  | 130,359  | 138,142  | 142,881  |                                                                                                   |
| 5    | 三ノ宮駅 | 兵庫県神戸市中央区   | 91,978   | 121,332  | 117,616  | 115,115  | 118,957  | 兵庫県内の駅として第1位。                                                                         |
| 6    | 鶴橋駅   | 大阪府大阪市天王寺区 | 67,340   | 97,240   | 94,407   | 114,422  | 125,060  |                                                                                                   |
| 7    | 神戸駅   | 兵庫県神戸市中央区   | 55,742   | 70,204   | 68,002   | 71,785   | 72,865   | 兵庫県内の駅として第2位。                                                                         |
| 8    | 高槻駅   | 大阪府高槻市         | 51,468   | 63,835   | 61,575   | 62,126   | 62,650   | 他路線と接続しない単独駅として第1位。                                                             |
| 9    | 広島駅   | 広島県広島市南区     | 50,745   | 73,218   | 69,327   | 69,796   | 71,444   | 中国地方の駅として第1位。                                                                         |
| 10   | 新今宮駅 | 大阪府大阪市浪速区   | 49,240   | 63,292   | 62,200   | 67,183   | 73,700   |                                                                                                   |
| 11   | 岡山駅   | 岡山県岡山市北区     | 46,763   | 66,238   | 58,065   | 59,475   | 61,568   | 岡山県内の駅として第1位。                                                                         |
| 12   | 新大阪駅 | 大阪府大阪市淀川区   | 46,284   | 55,756   | 47,674   | 45,218   | 42,631   | JR東海の乗車人員を含まない。                                                                      |
| 13   | 明石駅   | 兵庫県明石市         | 42,275   | 50,895   | 51,652   | 52,036   | 53,485   | 兵庫県内の駅として第3位。                                                                         |
| 14   | 北新地駅 | 大阪府大阪市北区     | 38,686   | 49,248   | 47,842   | 47,750   | 43,231   |                                                                                                   |
| 15   | 姫路駅   | 兵庫県姫路市         | 38,020   | 51,710   | 45,924   | 45,929   | 47,552   |                                                                                                   |
| 16   | 尼崎駅   | 兵庫県尼崎市         | 37,656   | 44,125   | 40,085   | 33,506   | 30,107   |                                                                                                   |
| 17   | 茨木駅   | 大阪府茨木市         | 36,110   | 48,122   | 44,387   | 45,237   | 44,961   |                                                                                                   |
| 18   | 住吉駅   | 兵庫県神戸市東灘区   | 29,169   | 35,663   | 35,164   | 36,083   | 34,600   |                                                                                                   |
| 19   | 元町駅   | 兵庫県神戸市中央区   | 28,228   | 48,327   | 47,998   | 45,093   | 40,206   |                                                                                                   |
| 20   | 弁天町駅 | 大阪府大阪市港区     | 26,692   | 32,256   | 32,296   | 33,263   | 35,273   |                                                                                                   |

2010年度までは京都駅、新大阪駅、北新地駅など一部の駅を除いて全体的に減少傾向にあり、2000年度と比較しても乗車人員が減少している。特に鶴橋駅は減少傾向が顕著であり、10年間で乗車人員が2割以上減少した。
2015年度は全体的に増加傾向となり、上位10駅では全駅で5年前よりも増加している。京都駅はここ20年で増加傾向が続き、2015年度に乗車人員が20万人を超えた。岡山駅は2014年度に新今宮駅を上回ってベスト10入りを果たし、2015年度は高槻駅を上回った。
2020年度は新型コロナウイルス感染症（COVID-19）の流行の影響により、全駅で5年前を大きく下回る数値を記録した。

## 取扱収入上位10駅
2021年度の1日平均の運輸取扱収入額は以下のとおりであった。
- 1位 広島駅 - 7935万6千円
- 2位 新大阪駅 - 7861万6千円
- 3位 大阪駅 - 7694万1千円
- 4位 岡山駅 - 6383万1千円
- 5位 博多駅 - 6337万円
- 6位 京都駅 - 5047万円
- 7位 新神戸駅 - 4224万4千円
- 8位 姫路駅 - 3474万6千円
- 9位 金沢駅 - 3096万7千円
- 10位 小倉駅 - 2685万円4千円

## 主な関係会社
JR西日本グループの企業、グループ外だがJR西日本も出資している企業、関連団体は以下の通り。

### 連結子会社
- 百貨店業
  - 株式会社ジェイアール西日本伊勢丹 京都市下京区
- 不動産賃貸業
  - 京都駅ビル開発株式会社 京都市下京区
  - 京都ステーションセンター株式会社 京都市下京区
  - 株式会社京都駅観光デパート 京都市南区
  - 大阪ターミナルビル株式会社 大阪市北区
  - JR西日本大阪開発株式会社 大阪市北区
  - JR西日本SC開発株式会社 大阪市北区
  - JR西日本不動産開発株式会社 大阪市北区
  - 富山ターミナルビル株式会社 富山県富山市
  - 株式会社新大阪ステーションストア 大阪市淀川区
  - 株式会社和歌山ステーションビルディング 和歌山県和歌山市
  - JR西日本アーバン開発株式会社 神戸市東灘区
  - 山陽SC開発株式会社 岡山市北区
  - 中国SC開発株式会社 広島市南区
  - JR西日本プロパティーズ株式会社 東京都港区[注釈 30]
- 旅行業
  - 株式会社日本旅行 東京都中央区
- 旅客自動車運送事業
  - 西日本ジェイアールバス株式会社 大阪市此花区
  - JRバス中国株式会社 広島市南区
- 鉄道事業
  - 嵯峨野観光鉄道株式会社 京都市右京区
- 船舶事業
  - JR西日本宮島フェリー株式会社 広島県廿日市市
- 日用品雑貨等小売業
  - 株式会社ジェイアール西日本デイリーサービスネット 兵庫県尼崎市
  - 株式会社ジェイアールサービスネット金沢 石川県金沢市
  - 株式会社ジェイアールサービスネット岡山 岡山市北区
  - 株式会社ジェイアールサービスネット広島 広島市東区
  - 株式会社ジェイアールサービスネット福岡 福岡市博多区
  - 株式会社ジェイアール西日本ファッショングッズ 大阪市淀川区
  - JR西日本山陰開発株式会社 島根県松江市
- 飲食業
  - 株式会社ジェイアール西日本フードサービスネット 大阪市淀川区
- ホテル業
  - 株式会社ジェイアール西日本ホテル開発 京都市下京区
  - 株式会社ホテルグランヴィア大阪 大阪市北区
  - 株式会社ホテルグランヴィア岡山 岡山市北区
  - 株式会社ホテルグランヴィア広島 広島市南区
  - 和歌山ターミナルビル株式会社 和歌山県和歌山市
  - 三宮ターミナルビル株式会社 神戸市中央区
  - 倉敷ステーション開発株式会社 岡山県倉敷市（2010年営業終了）
- リネンサプライ業
  - 株式会社ジェイアール西日本リネン 大阪市淀川区
- 各種物品等卸売業
  - ジェイアール西日本商事株式会社 大阪府吹田市
- 広告業
  - 株式会社JR西日本コミュニケーションズ 大阪市北区
- 車両等設備工事業
  - 株式会社JR西日本テクノス 大阪市北区
  - 株式会社ジェイアール西日本新幹線テクノス 福岡県春日市
- 駅務機器関連
  - 株式会社JR西日本テクシア 兵庫県尼崎市
- 建物管理・整備・清掃業
  - 株式会社ジェイアール西日本総合ビルサービス 兵庫県尼崎市
- 清掃設備事業
  - 株式会社JR西日本メンテック 大阪市淀川区
  - 株式会社JR西日本金沢メンテック 石川県金沢市
  - 株式会社JR西日本中国メンテック 岡山市北区
- 駅業務等運営業
  - 株式会社JR西日本交通サービス 兵庫県尼崎市
- 建設事業
  - 株式会社レールテック 大阪市淀川区
  - 大鉄工業株式会社 大阪市淀川区
- 電気工事業
  - 西日本電気テック株式会社 大阪市淀川区
  - 西日本電気システム株式会社 大阪市淀川区
- 土木・建物等コンサルタント業
  - ジェイアール西日本コンサルタンツ株式会社 大阪市淀川区
- 貨物自動車運送事業
  - 株式会社ジェイアール西日本マルニックス 大阪市淀川区
- 経理業務受託業
  - JR西日本フィナンシャルマネジメント株式会社 大阪市北区
- コールセンター運営業
  - 株式会社JR西日本カスタマーリレーションズ 兵庫県尼崎市
- 情報サービス業
  - 株式会社JR西日本ITソリューションズ 大阪市淀川区
- 貸自動車業
  - JR西日本レンタカー&リース株式会社 兵庫県尼崎市
- 福利厚生施設等運営業
  - 株式会社ジェイアール西日本ウェルネット 大阪市淀川区

### 持分法適用関連会社
- 鉄道事業
  - 関西高速鉄道株式会社 大阪市北区
  - 大阪外環状鉄道株式会社 大阪市中央区
- 建設事業
  - 広成建設株式会社 広島市東区
- 情報サービス業
  - 鉄道情報システム株式会社（JRシステム） 東京都渋谷区
- 空間情報コンサルタント事業
  - アジア航測株式会社 東京都新宿区

### 関連団体
- 公益財団法人交通文化振興財団

### 出資会社
- 関西電力株式会社
- 大阪ガス株式会社
- 近畿車輛株式会社（近畿日本鉄道の子会社。JR西日本とも業務提携）
- 株式会社JTB
- 日本信号株式会社（業務提携）

### かつての関係会社
- ゴルフ場運営
  - JR西日本ゴルフ株式会社 京都府船井郡 - グランベール京都ゴルフ倶楽部。2014年10月にアコーディア・ゴルフに株式譲渡[188]。

## 労働組合
2024年4月1日現在、JR西日本には5つの労働組合がある。下記表の括弧内は略称。
| 名称                                                             | 組合員数 | 上部組織                                 |
| ---------------------------------------------------------------- | -------- | ---------------------------------------- |
| 西日本旅客鉄道労働組合（JR西労組）                               | 21,059   | 日本鉄道労働組合連合会（JR連合）         |
| 国鉄労働組合西日本本部（国労西日本）                             | 99       | 国鉄労働組合（国労）                     |
| ジェイアール西日本労働組合（JR西労）                             | 90       | 全日本鉄道労働組合総連合会（JR総連）     |
| 全日本建設交運一般労働組合西日本鉄道本部（建交労西日本鉄道本部） | 2        | 全日本建設交運一般労働組合（建交労）     |
| 国鉄西日本動力車労働組合（動労西日本）                           | 1        | 国鉄動力車労働組合総連合会（動労総連合） |

組合員数が最大の労働組合は西日本旅客鉄道労働組合である。

各労働組合のうち、西日本旅客鉄道労働組合、国鉄労働組合西日本本部、JR西日本労働組合および全日本建設交運一般労働組合西日本鉄道本部は、会社との間で労働協約を締結している。

## スポーツ活動
- JR西日本レイラーズ - トップウェストA-1（旧・関西社会人リーグ2部）所属のラグビー部。本拠地は兵庫県神戸市。
- JR西日本硬式野球部 - 旧国鉄鉄道管理局野球部を引き継いだ本社所属の硬式野球部。本拠地は広島県広島市。福知山線脱線事故の際の社外活動自粛を契機に休部していた[190]。

このほか、Jリーグ所属のガンバ大阪・セレッソ大阪・京都サンガF.C.・ファジアーノ岡山・ガイナーレ鳥取・サンフレッチェ広島F.C・レノファ山口FCにもオフィシャルパートナーとして出資している。かつてはアビスパ福岡にも出資していた。

## JR西日本吹奏楽団
1959年（昭和34年）に創設された「大阪鉄道管理局音楽隊」を前身とする、JR西日本と関連会社の社員、およびOB・OGで構成されるバンドである。国鉄分割民営化により解散したが、1987年（昭和62年）10月1日、現在の名称で再発足した。

## 広報活動
西日本管内にとどまらず、他のJRグループ管内でもテレビCMを放送している。かつては、全国ネットの提供番組を含め、大規模に行われていたが、福知山線脱線事故後、長期にわたって広報活動を自粛したため、制作されながら一度も放映されなかったテレビCMも存在する。サウンドロゴは、発足時からのものを何度かアレンジして流していた。現在のサウンドロゴは、2005年の初めに作られた。福知山線脱線事故の影響で、その後一時省略されていたが、2014年秋頃からサウンドロゴが徐々に復活している。広告に使われる同社ロゴマークのうち、旅行関係の広告に使われるロゴは、通常のJRマークの下に「JR西日本」と入ったものではなく、JRマークが入っていない「JR西日本」だけのものもある。
九州新幹線開業後は、自社エリアでのCMは山陽・九州新幹線の利用促進を目的としたものが多くなり、DISCOVER WESTにみられるような自社エリアへの旅客誘致CMは首都圏や東海圏での放送が中心となっている（ただし、首都圏向けについては北陸新幹線開業後は2種を並行展開している）。

### CM
※印のものはテレビでは一度も放映されなかったもの。
- 国鉄からJRへの移行をアピール - 加納みゆき
- JR西日本グループ紹介CM（1990年代初頭）[193]
- 山陽新幹線（グランドひかり・ほっとタイム）、夏のリゾート、夏のWENS、アーバンネットワーク、Tis、シュプール号 - 南野陽子
- 夏のリゾート、シュプール号 - 西田ひかる（西田は2006年から阪急電鉄PiTaPaCMに出演）
- 三都物語、大和路快速、アーバンネットワーク、山陰本線園部 - 綾部間電化開業、京都駅ビル開業、JR東西線、きのくにシーサイド、ひかりレールスター - 賀来千香子
- 三都物語、DISCOVER WEST、リメンバー九州（2013年度）、北陸新幹線開業 - 谷村新司（CMソングも担当する。DISCOVER WESTと北陸新幹線開業CMはCMソングのみ）
- 三都物語、嵯峨野線電化開業、北陸本線長浜直流化開業 - 阿木燿子
- シュプール号 - トニー・ザイラー
- シュプール号 - V6
- スーパーくろしお - 山口智子
- フレッシュ近畿 - トトロ
- 石川県キャンペーン - 村田雄治
- 2003年夏の列車 - 吉川ひなの
- 三都物語 - 阿久悠
- レール&レンタカー - 田口浩正
- ジパング倶楽部 - 三ツ矢歌子
- ジパング倶楽部 - 井川比佐志
- 三都物語、「5489」電話サービス、2004年夏の列車 - 鶴田真由
- 三都物語 - 平松愛理（CMソングも担当する、阪神・淡路大震災後に「美し都〜がんばろやWe love KOBE〜」を使用）
- Jスルーカード、三都物語 - 酒井美紀
- ICOCA（ICOCAでいこか）、J-WESTカード、北陸新幹線開業 - 仲間由紀恵（北陸新幹線開業CMでは、谷村新司とのデュエットでCMソングも担当）
- いい日旅立ち・西へ、DISCOVER WEST - 竹内結子〜仲間由紀恵
- いい日旅立ち・西へ - 鬼束ちひろ（CMソングも担当する）
- 2003年3月ダイヤ改正、2003年12月ダイヤ改正（礼二はいずれも車掌役で出演）、白浜ぐるりんパス（パンダ役で出演）、※2006年3月アーバンネットワークダイヤ改正、※321系デビュー（乗務員役で出演） - 中川家（後に山陽電気鉄道、JR東海のCMに出演）
- 山陽新幹線（再確認・新事実）、冬爛漫北陸（1990年冬のキャンペーン）、のぞみ（のぞみが走って、日本が縮む（縮んだ））、グランドひかり、九州交響旅（シンフォニー）、関空特急「はるか」（いつもの駅から、世界へつながる）、500系のぞみ（世界最速の道へ）、ひかりレールスター（賀来千香子とペアで出演）- 石坂浩二
- 山陽新幹線 - 笑福亭鶴瓶
- 山陽新幹線 - 愛里
- ユニバーサルシティ駅開業、2001年夏の列車、2002年夏の列車 - 篠原ともえ
- JR瀬戸大橋線開通（単独出演）、山陰本線園部 - 綾部間電化開業、京都駅ビル開業（いずれも賀来千香子とペアで出演） - 大西結花
- 夏のリゾート、山陰本線綾部 - 福知山間電化開業、JR東西線、1999年夏の列車 - 大竹まこと
- 500系のぞみ（石坂浩二とペアで出演）、2000年夏の列車、2002年秋の行楽列車（ナレーションを担当） - 田中美奈子
- 味めぐり列車、かにかにエクスプレス、※京都デスティネーションキャンペーン、※2006年3月新幹線ダイヤ改正、※321系デビュー（中川家とペアで、乗客役で出演）、ぐるりんパス、山陰デスティネーションキャンペーン（ナレーションを担当）、エクスプレス予約 - 長澤まさみ
- 山陽・九州新幹線直通運転開始（熊本・鹿児島観光誘致） - ゆず（CMソングを担当）
- 東京行くなら新幹線（岡山・広島エリア）
  - のぞみは次々やってくる（広島エリア） - 高橋建
- 大阪ぐるりんパス（広島エリア） - まなみのりさ
- あしたセレンディピティ（山陽新幹線開業40周年記念） - 滝川クリステル
- あしたセレンディピティ 関西ブランディングプロモーション京都篇（山陽新幹線全線開業40周年記念）- 倉木麻衣（CMソングも担当）
- おとなび（中高年向け会員サービス）、新しい旅のスタイル - 伊藤蘭
- マイ・フェイバリット関西、e5489、DISCOVER WEST、夏列車 いっしょに見る夏 帰る夏（2019年夏のキャンペーン）、新幹線で感じる旅へ。、EXサービスエリア拡大、JR西日本ネット予約、北陸新幹線金沢 - 敦賀間開業- 中条あやみ
- 新幹線で、九州へ。スーパー早得きっぷ - コブクロ（CMソングも担当）
- 家族みんなでアツくなれ! Team 夏旅応援団（2016年夏のキャンペーン） - HKT48[194]
- WESTER - 葵わかな、亜生
- WESTER1周年 - サンシャイン池崎
- モバイルICOCA - 鈴鹿央士、豊嶋花、坂井真紀、堀部圭亮

### 一社提供番組
2018年4月現在。テレビは関西地区ではスポンサークレジットを出していない。中国地区では下記以外の一社提供番組や複数社提供番組のスポンサーとなった際に、クレジットを出している。
- テレビ
  - クチコミ新発見!旅ぷら（読売テレビ他） - エンドロールにて「協力 JR西日本」と表示されている。
  - おとな旅あるき旅（テレビ大阪他） - 2015年4月放送分より、エンドロールにて「提供 JR西日本」と表示されるようになったが、系列外地方局への販売用番組素材ではスポンサーが異なることに配慮して、提供表示のないエンドロールか制作著作クレジットのみの表記のいずれかに差し替えている。
- ラジオ
  - アリスのMBSヤングタウン（MBSラジオ） - 2018年4月開始。番組冒頭の提供読みとCM[注釈 31]。アリスのメンバーにテレビCM出演者の谷村新司がいる。
  - on-air with TACTY IN THE MORNING (FM802) - 「WEST NAVI STATION」（木曜日10:00 - 10:30）、「大阪ステーションシティ GO AROUND」（月曜日10:00 - 10:20、大阪ステーションシティ名義）

過去
- 製作協力扱い：CMとスポンサークレジット表示はなし
  - 旅・スマイル（テレビ大阪・土曜日21:54 - ） - 2011年7月2日で終了
- その他
  - 走れ!ガリバーくん（関西テレビ、岡山放送、テレビ新広島、山陰中央テレビ、テレビ愛媛、高知さんさんテレビによる共同制作）- 共同制作局と福井テレビ、石川テレビで提供。それ以外の番販ネット局は別スポンサーまたはスポットCMのみ。2020年の復活版でも、クレジットは出していないもののスポンサーを務めた。
  - 旅っきり!〜ふれあい紀行〜（関西テレビ他）- スポンサークレジット表示はなし。
  - ニッポン!おもてなし旅（読売テレビ他）- スポンサークレジット表示はなし。
  - ちょっとひと駅（読売テレビ）
  - 選抜高等学校野球大会テレビ中継（毎日放送） - JR西日本グループとして提供。

### 複数社提供番組
過去
- まんが名作劇場 サザエさん（関西テレビ・火曜日19:00 - 19:30）

### タイアップ・コラボレーション
- 『金田一少年の事件簿』（1996年から2000年まで）、『名探偵コナン』（2001年以降）などの作品を起用してミステリーツアーを実施している[195]。また、『名探偵コナン』については、作者の青山剛昌の出身地である鳥取県北栄町を通る山陰本線などで「まんが王国とっとり」などのPRを目的にキハ126系による登場キャラクターのラッピング列車を走らせている[196]。
- 2020年9月14日、同年8月7日公開（同年春の新型コロナウイルスの感染拡大の影響により公開が当初より5か月間延期）の映画ドラえもんの『のび太の新恐竜』および『STAND BY ME ドラえもん 2』とのタイアップで「どこでもドアで、どこいこう。」キャンペーンを実施し、10月1日から、新型コロナウイルス禍での利用客数減少対策として、期間限定で新幹線・特急含む同社エリアが2日間乗り放題となるなどの「どこでもドアきっぷ」を発売した[197]。

## 関連人物

### 幹部
- 宇野郁夫 - 元社外監査役
- 梅原利之 - 元金沢支社長、元鉄道本部長
- 曽根悟 - 元社外取締役
- 筒井義信 - 社外取締役
- 野村明雄 - 元社外取締役

### 従業員
- 中村優樹 - ラグビー選手

### 元従業員
- 小寺雅夫 - 作家
- 中野周平 - お笑い芸人
- 古谷あつみ - タレント
- 三日月大造 - 政治家、滋賀県知事、元衆議院議員

## 備考
- 在来線電車列車における車掌からの出発合図は知らせ灯式だったが、2010年3月20日より気動車列車と同様の車内ブザー式に変更した。
- 本社内にりそな銀行の有人店舗「JR西日本出張所」がある。
- KDDIと共同開発した列車接近警報装置の端末などとしてGPSが搭載された携帯電話を保線作業員などに持たせている。
- JR旅客6社の中で唯一、国際ブランド（VISA・MasterCard）のクレジットカードを三菱UFJニコスよりブランドの供給を受け自社で発行している（民鉄を含めても国際ブランドのクレジットカードを発行しているのはJR西日本・小田急電鉄の2社のみ[注釈 32]）。また、JCBブランドのカードもジェーシービーに委託する形で発行している。
- J-WESTカードの発行を自社で行っているため、貸金業登録を行っていた（近畿財務局長(2)00795）が、2011年9月末をもって金融商品（カードローン・キャッシング）の提供は終了した。
- 1990年代中頃まで「ハート&アクション」というキャッチコピーが会社ロゴの上に記載されていた。企業理念としては福知山線脱線事故を受けた2006年4月の改訂まで残っていた[198]。
  - 発足初期には社名に「ハートアンドアクション」を冠した関連会社があり、「ハートアンドアクションリーテイル」（ハート・インを運営していた。現・ジェイアール西日本デイリーサービスネット）と「ハートアンドアクションフーズ」（主に駅構内の飲食店を運営していた。現・ジェイアール西日本フードサービスネット）があった。
- テレビ番組『走れ!ガリバーくん』での提供読みは「総合サービス企業を目指すJR西日本」であった。
- ユニバーサル・スタジオ・ジャパンのコーポレート・マーケティング・パートナーズで、オフィシャルトレインでもある。